# Lingua portoghese
Il portoghese ( português, /puɾtuˈɣeʃ/, /poɾtuˈɡes/ o /poɾtuˈɡeis/ a seconda delle varietà) è una lingua romanza, appartenente al gruppo delle lingue gallo-iberiche. Al 2022, è parlata da 266,6 milioni di parlanti totali.
Con 232,4 milioni di locutori madrelingua (L1) al 2021, è la nona lingua madre più parlata al mondo, la prima dell'emisfero sud e del subcontinente sudamericano (circa metà dei parlanti), ed è inoltre la seconda lingua neolatina più parlata, dietro soltanto allo spagnolo.
La lingua portoghese si diffuse nel mondo nel XV e XVI secolo, cioè nel momento in cui il Portogallo, il primo e più duraturo impero coloniale e commerciale d'Europa, stava estendendosi in America e fino a Macao, in Cina, e in Giappone. Il risultato di questa espansione è che il portoghese, al giorno d'oggi, è la lingua ufficiale di nove paesi indipendenti ed è largamente parlato o studiato come seconda lingua in molti altri. Esistono ancora circa venti lingue creole basate sul portoghese.
Importante lingua minoritaria in Andorra, Germania, Lussemburgo, Paraguay, Namibia, Svizzera e Sudafrica, esistono, inoltre, comunità parlanti portoghese in molte città e regioni del mondo, come per esempio Parigi in Francia, Tokyo in Giappone, Boston, New Jersey e Miami negli Stati Uniti d'America, nonché le province argentine di Corrientes, Misiones, Entre Ríos e Buenos Aires.

## Storia
Il portoghese si sviluppò nella parte occidentale della penisola iberica dal latino parlato portato dai soldati romani a partire dal III secolo a.C. La lingua incominciò a differenziarsi dalle altre lingue romanze dopo la caduta dell'Impero romano d'Occidente e con l'inizio delle invasioni barbariche nel V secolo. Incominciò a essere utilizzata in documenti scritti circa dal IX secolo, e nel XV secolo si era già trasformata in una lingua letteraria con una ricca letteratura.

### Colonizzazione romana
I Romani conquistarono la parte occidentale della penisola iberica, composta dalla provincia romana della Lusitania, attuale Portogallo, e dalla regione spagnola della Galizia, nel 218 a.C. e portarono con loro una versione popolare del latino, il latino volgare, dal quale si pensa che derivino tutte le lingue neolatine. Circa il 90% del lessico del portoghese deriva dal latino: nonostante la penisola iberica fosse abitata anche prima della colonizzazione romana, pochissime parole delle lingue autoctone sono oggi presenti nel portoghese moderno.

### Invasioni barbariche
Tra il 409 e il 711 d.C., nel momento in cui l'Impero romano entrava in collasso, la penisola iberica fu invasa da popoli di origine germanica, conosciuti dai Romani come barbari. Questi barbari (principalmente gli Svevi e i Visigoti) assorbirono rapidamente la cultura e la lingua romana dalla penisola; tuttavia, nel momento in cui le scuole romane furono chiuse, il latino fu "liberato" e incominciò a evolversi naturalmente. Poiché ogni tribù barbarica parlava latino in maniera differente, l'uniformità linguistica della penisola si ruppe, portando alla formazione di lingue ben differenti (galiziano-portoghese, spagnolo e catalano). Si pensa, in particolare, che gli Svevi siano i responsabili della differenziazione linguistica dei portoghesi-galiziani con i castigliani. Le lingue germaniche influenzarono particolarmente le parole portoghesi riguardanti la guerra e la violenza. Le invasioni avvennero in due ondate principali. Con la prima penetrazione di barbari ci fu l'assimilazione culturale romana. I barbari godettero di una certa "ricettività" al punto di ricevere piccole aree di terra. Col passar del tempo, i loro costumi e le loro lingue si persero, soprattutto perché non ci fu un rinnovamento nel contingente di persone. La seconda ondata fu più lenta, non ebbe gli stessi benefici dei guadagni di terra, ma aumentò il contingente di persone a causa della prossimità delle terre occupate con le frontiere interne dell'Impero romano.

### Invasione dei mori
Dal 711 d.C., con l'invasione dei mori nella penisola, l'arabo fu adottato come lingua amministrativa nelle regioni conquistate. Tuttavia, la popolazione continuò a parlare latino; nel momento in cui i mori furono espulsi, l'influenza esercitata sulla lingua era stata minima. L'effetto principale si ebbe nel lessico: il portoghese moderno conserva ancora un gran numero di parole di origine araba, specialmente in relazione al cibo e all'agricoltura; qualcosa di simile accadde, nell'area romanza, solo nel siciliano. L'influenza araba è visibile anche nei toponimi nel Sud del Paese, come, per esempio "Algarve" e "Alcácer do Sal".

### La nascita della lingua portoghese

Mappa linguistica della penisola iberica

L'antica provincia romana della Lusitania si divise in due province, la Lusitania a sud e la Galizia a nord. La lingua portoghese si sviluppò principalmente nel Nord del Portogallo e nella Galizia, ma fu largamente influenzata dai dialetti romanzi parlati nel Sud del Portogallo. Per alcuni anni, il dialetto latino di questa regione si sviluppò solo come una lingua parlata.
Le tracce più antiche di una lingua portoghese distinta appaiono in documenti amministrativi del IX secolo, queste sono però mischiate con molte frasi in latino.
Il dialetto scritto divenne gradualmente di uso generale nei secoli seguenti. Il Portogallo divenne un paese indipendente nel 1143, col re Alfonso I. La separazione geografica e politica tra Portogallo e Castiglia (più tardi, Spagna) fece sì che i due paesi sviluppassero i loro dialetti latini in direzioni opposte. Nel 1290, il re Dionigi del Portogallo creò la prima università portoghese a Lisbona (Estudo Geral) e decretò che il portoghese, che intanto era chiamato "lingua volgare" o "latino volgare", fosse utilizzato al posto del latino classico e venne denominato "lingua portoghese". Nel 1296, il portoghese fu adottato dalle Cancellaría Reale. Da questo momento non venne usato solo in poesia, ma anche nella stesura di leggi e atti notarili.
Fino al 1350, la lingua galiziano-portoghese permase solo come lingua nativa della Galizia e del Portogallo; ma dal XIV secolo, il portoghese divenne una lingua matura con una tradizione letteraria ricchissima e venne adottato anche da molti poeti leonesi, castigliani, aragonesi e catalani. Durante questa epoca, la Galizia incominciò a essere influenzata dal castigliano (fondamentalmente lo spagnolo moderno), mentre la variante del Sud divenne la lingua del Portogallo.

### Le scoperte portoghesi
Nel periodo compreso tra il XIV e il XVI secolo, con le scoperte geografiche portoghesi, la lingua portoghese si espanse per molte regioni, dall'Asia, all'Africa fino all'America. Nel XVI secolo divenne una "lingua franca" in Asia e Africa, usata non solo per l'amministrazione coloniale e per il commercio, ma anche per la comunicazione tra gli ufficiali locali e gli europei di tutte le nazionalità. A Ceylon (attuale Sri Lanka) vari re divennero locultori correnti di portoghese e i nobili normalmente acquisirono nomi portoghesi. Il diffondersi della lingua fu aiutato dai matrimoni misti tra portoghesi e le genti indigene (qualcosa di molto comune anche in altre zone del mondo), e ciò, unito anche agli sforzi missionari cattolici fecero sì che la lingua fosse chiamata "do Cristão" ("del cristiano") in molti Paesi. La lingua continuò a essere popolare anche nel momento in cui venne ostacolata con vari mezzi la sua diffusione dagli olandesi a Ceylon e in Indonesia.
Alcune comunità cristiane parlanti portoghese in India, Sri Lanka, Malaysia e Indonesia preservarono le loro lingue anche dopo essersi isolate dal Portogallo, e svilupparono nei secoli varie lingue creole derivanti dal portoghese. Inoltre, molte parole portoghesi entrarono nel lessico di molte altre lingue, per esempio "sepatu" che deriva da "sapato" (scarpa) in indonesiano, "keju" che viene da "queijo" (formaggio) in malese e "meza", da "mesa" (tavolo) in swahili.

### Il Rinascimento
Col Rinascimento aumentò il numero di parole erudite con origine nel latino classico e nel greco arcaico e, di conseguenza, aumentò la complessità del portoghese. La fine del "portoghese arcaico" venne segnata con la pubblicazione del Cancioneiro Geral di Garcia de Resende nel 1516. Ma il portoghese arcaico è ancora parlato da molte popolazioni a São Tomé e Príncipe, in Brasile e nel Portogallo rurale.

### Le lingue relazionate
- Ela fecha sempre a janela antes de jantar / ceiar (portoghese)
- Ela pecha sempre a xanela / ventá / fiestra antes de cear (galiziano)
- Ella cierra siempre la ventana antes de cenar / yantar (spagnolo)
- Lê a sera sénpre o barcón prìmma de çenâ (ligure)
- Issa serrat semper sa ventana antes (prima) de chenare (sardo logudorese)
- Issa serrada sempir sa ventana antis (prima) de cenai (sardo campidanese)
- Edda sarra sempri lu balchoni prima di zinà (turritano)
- Ella tanca sempre la finestra abans de sopar (catalano)
- Elle ferme toujours la fenêtre avant de dîner (francese)
- Jê e siere simpri il barcon prin di cenâ (friulano)
- Lee la serra semper su la fenestra ante de cenar (lombardo)
- Ella/lei chiude sempre la finestra prima di cenare (italiano)
- Ella chjudi sempri u purtellu prima di cenà (corso)
- Iḍḍa chiudi sempre 'a fenestra avanti dâ cena  (siciliano)
- Essa 'nzerra / chiure sempe 'a fenesta primma 'e cenà (napoletano)
- Chila a sara sempre la fnestra prima 'd fé sin-a (piemontese) (si noti che il piemontese per dire "cenare" utilizza la costruzione "fare cena").
- La sèra sempre la finestra prima de zhenàr (veneto: bellunese)
- Ea închide intotdeauna fereastra înainte de cină (rumeno)
- Illa[m] claudi[t] semper [il]la[m] fenestra[m] / fenestra[m] illa[m] (ab)ante de / prima de cenare (latino volgare)

Essendo una lingua neolatina, il portoghese è, naturalmente, imparentato con l'italiano (anche con queste valgono le considerazioni fatte prima) e tutte le altre lingue derivanti dal latino. Peraltro, non mancano caratteristiche che il portoghese non condivide con nessun'altra lingua romanza, ad esempio la coniugazione personale dell'infinito del verbo (presente solo in portoghese e galiziano).

## Distribuzione geografica
Il portoghese è la prima lingua in Brasile, Portogallo, Angola e São Tomé e Príncipe ed è la lingua più usata in Mozambico.
La lingua portoghese è anche una delle lingue ufficiali di Timor Est (col tetum) e Macao (col cinese). È inoltre ufficiale (assieme a spagnolo e francese) in Guinea Equatoriale. Il portoghese è anche ufficiale a Capo Verde e in Guinea-Bissau, ma lingue creole sono le lingue madri delle popolazioni: rispettivamente il creolo capoverdiano e il kriol.
È parlato, ma in via non ufficiale, ad Andorra, in Venezuela, in Sudafrica, in Paraguay, in Uruguay, in Francia, in Giappone, nello Stato di Goa (India), negli Stati Uniti, in Canada, in Lussemburgo e in Namibia. La maggioranza dei parlanti del portoghese vive in quattro continenti: Africa, America del Sud, Asia ed Europa. In totale, ci sono quasi due milioni di locutori in America del Nord (la maggioranza negli Stati Uniti d'America, in Canada, a Bermuda e in Antigua e Barbuda), circa 120 000 parlanti vivono in Oceania.
Il portoghese è inoltre la lingua più parlata nell'emisfero australe.
La tabella a lato "Paesi e territori di lingua portoghese" elenca paesi in cui la lingua portoghese è ufficiale e, quando non lo è, dov'è parlato da una quota considerevole della popolazione. I dati sono tratti da progetti condotti dai governi locali, istituti pubblici, associazioni e da censimenti linguistici ufficiali (Angola – 2014; Mozambico – 2007)

### Le Americhe
Al giorno d'oggi, la lingua portoghese sta crescendo d'importanza nell'America del Sud. Grazie al Brasile, viene insegnata (ed è popolare, specialmente in Argentina e Uruguay) nel resto dei paesi del Sudamerica che costituiscono il Mercosul. In Brasile ci sono 215 milioni di persone che usano il portoghese come lingua primaria, ma ci sono locutori madrelingua in Argentina, Bolivia, Paraguay (10,2% secondo il censimento del 2002) e Uruguay. Nel resto delle Americhe, ci sono anche comunità importanti in Antigua e Barbuda, Bermude, Canada, Guyana, Guyana francese, Giamaica, Stati Uniti d'America (2,5 milioni di parlanti attivi, specialmente in New Jersey, Massachusetts, Rhode Island e California), Suriname e Venezuela.

### Europa
In Europa il portoghese viene parlato principalmente in Portogallo dai suoi 10,3 milioni di abitanti come prima lingua. Essa è parlata anche in tutta Europa dal 22% della popolazione del Lussemburgo e dal 17% di quella di Andorra. Esistono anche importanti comunità parlanti portoghese in Belgio, Francia, Germania, Jersey (8,3%) e Svizzera.
Il galiziano (galego in portoghese e galiziano, gallego in spagnolo) può essere visto come una forma castiglianizzata di galaico-portoghese. L'attuale governo regionale della Galizia e la maggior parte della popolazione appoggia una varietà del galiziano che lo distanzia dal portoghese e lo rende più simile allo spagnolo. Tuttavia esiste un altro modello, usato da alcuni circoli politici e università, che considerano il galiziano come un dialetto portoghese con piccole differenze. I linguisti hanno sempre riconosciuto l'unità di queste varietà linguistiche (tra gli altri per esempio, Coromines, Lindley Cintra, Coriseu), che prima erano un'unica lingua, ed entrambe sono varietà relativamente conservate. Al giorno d'oggi, però, sono trattate, la maggior parte delle volte, come lingue differenti da entrambe le popolazioni principalmente a causa di fattori sociolinguistici, nelle quali opere in galiziano vengono tradotte in portoghese e viceversa. Durante il Medioevo, il galiziano e il portoghese erano, senza dubbio, un'unica lingua, chiamata al giorno d'oggi galaico-portoghese, una lingua usata in poesia anche in Castiglia. Uno dei sei deputati galiziani al parlamento dell'Unione europea, Camilo Nogueira, ritiene che la sua lingua madre sia già ufficiale nel parlamento continentale, perché è rappresentata ottimamente dal portoghese.

### Africa
Nell'Africa subsahariana il portoghese è in crescita ed è in procinto di diventare una delle lingue più parlate nei prossimi 50 anni, secondo quanto affermato dall'UNESCO. Fin quando le popolazioni dell'Angola e del Mozambico continueranno a crescere, la loro influenza nel portoghese sarà sempre più importante. Angola e Mozambico, insieme a Capo Verde, Guinea-Bissau, Guinea Equatoriale e São Tomé e Príncipe, sono conosciuti come "Países Africanos de Língua Oficial Portuguesa" (Paesi Africani di Lingua Ufficiale Portoghese) o "PALOP", e formano una comunità di quasi 9 milioni di parlanti nativi. La lingua portoghese crebbe nell'uso, specialmente in seguito all'indipendenza delle antiche colonie del Portogallo. I movimenti indipendentisti, dalla Guinea-Bissau al Mozambico, considerano la lingua uno strumento per conseguire lo sviluppo e l'unità nazionali. Il portoghese è, inoltre, una lingua minoritaria nella Repubblica Democratica del Congo, in Malawi, in Namibia (rifugiati angolani, ~ 20% della popolazione), in Sudafrica (più di un milione di parlanti), in Zambia e nello Zimbabwe.
Esistono creoli basati sul portoghese anche in altre parti dell'Africa. Il Sud del Senegal, conosciuto come Casamança, ha un'attiva comunità che è legata culturalmente e linguisticamente alla Guinea-Bissau e lì apprendere il portoghese è molto popolare. Un creolo basato sul portoghese è legato a São Tomé e Príncipe.
Ci sono circa 220 000 locutori di creolo portoghese tra Gambia e Senegal.
In Angola il portoghese è ormai una lingua nazionale e non più soltanto ufficiale o "veicolo di coesione nazionale". Secondo il censo del 1983, nella capitale Luanda il portoghese era la prima lingua del 75% di una popolazione di 2,5 milioni, dei quali almeno 300 000 dichiaravano di non conoscere altre lingue. Sempre secondo il suddetto censimento, ben il 99% della popolazione della capitale era in grado di parlare portoghese, anche se non sempre con lo stesso livello di padronanza della lingua. Del resto, già nel 1979 un'inchiesta condotta nei quartieri poveri di Luanda aveva rivelato che tutti i bambini africani di età compresa tra i 6 e i 12 anni lì residenti sapevano parlare portoghese, mentre solo il 47% di essi conosceva una lingua africana. In tutto il Paese, il 40% della popolazione complessiva nel 1992 parlava il portoghese come prima lingua. La maggioranza dei giovani angolani impara a parlare solo portoghese. L'Angola riceve vari canali televisivi portoghesi e brasiliani (tra cui una versione africana di RTP e SIC Noticias, che ha conosciuto una certa popolarità). Ci sono molte altre lingue indigene in Angola, ma vengono considerate dialetti e non vere e proprie lingue. Alcune parole di queste lingue furono prese in prestito dal portoghese, quando i "retornados" ritornarono in Portogallo dopo l'indipendenza dell'Angola: parole come "iá" (sim; it: sì), "bué" (muito; it: molto) o "bazar" (ir embora; it: andare via), comuni nella popolazione giovanile e urbana in Portogallo, hanno origine nelle lingue angolane usate nel portoghese dell'Angola.
Il Mozambico è tra i Paesi nel quale il portoghese possiede lo statuto di lingua ufficiale, ma è parlato essenzialmente come seconda lingua, tuttavia, è la lingua principale delle città. Da quanto mostra il censimento del 1997, i parlanti del portoghese erano più del 40% della popolazione sopra i 5 anni di età, percentuale che saliva al 72% nelle aree urbane, anche se solo il 6,5% considerava il portoghese come lingua materna (17% nelle città e 2% nelle zone rurali). Tutti gli scrittori mozambicani scrivono in portoghese e la lingua è rimasta legata al colore e alla tessitura della cultura mozambicana. Anche tale paese, come l'Angola, riceve i canali TV portoghesi via satellite.
A Capo Verde e nella Guinea-Bissau le lingue più parlate sono creole basate sul portoghese. La maggioranza degli abitanti di Capo Verde sa parlare anche il portoghese del Portogallo. Esiste una "decreolizzazione" dovuta all'istruzione e alla "febbre capoverdiana" – la popolarità dei canali nazionali delle TV portoghesi. La situazione è leggermente differente nella Guinea-Bissau, dove il portoghese e il suo creolo sono parlati da più del 60% degli abitanti, ma la lingua portoghese vera e propria è parlata solo dal 10,4% (censimento del 1992).
A São Tomé e Príncipe il portoghese usato dalla popolazione è un portoghese arcaico, conosciuto come "portoghese santomense", che presenta molte somiglianze con la varietà brasiliana. I politici e l'alta società usano la varietà europea moderna, come in altri paesi del PALOP. Tre tipi differenti di creolo sono parlati anche a São Tomé e Príncipe. I bambini però imparano a parlare solo portoghese, a causa della scelta dei loro genitori, e non a causa della scuola, nel momento in cui diventano adulti apprendono il creolo basato sul portoghese conosciuto come forro.

### Asia
Il portoghese viene parlato anche in Asia, specialmente a Timor Est, a Goa, Daman e Diu, Dadra e Nagar Haveli in India, e Macao in Cina. A Goa è parlato da una comunità sempre più ridotta, viene vista come la "lingua dei vecchi", perché non più ufficiale. Recentemente è stata reintrodotta nei curricula scolastici. A Macao il portoghese rimane come lingua ufficiale accanto al cinese, ma è sempre minore la popolazione euroasiatica (o macaense) che lo usa, anche se cresce come lingua straniera nonostante solo una scuola offra il sistema portoghese.
Nella Malacca e in Malaysia esiste un creolo basato sul portoghese conosciuto come cristão o Papiá Kristang, ancora parlato da una popolazione euroasiatica. Ci sono anche altri creoli basati sul portoghese vivi, specialmente in India (damão e korlai) e Sri Lanka. In Giappone il portoghese è parlato da brasiliani di origine giapponese, detti dekasegi, pari a 250 000 persone.
A Singapore circa 24 000 persone parlano Papiá Kristang. Comunità lusofone si trovano anche in Libano, Giordania, Israele ed Emirati Arabi Uniti, dovute alla recente emigrazione di cittadini portoghesi e brasiliani: sono circa 510 000 i portoghesi e i brasiliani registrati presso i consolati asiatici dei due Paesi al 2020.
A Timor Est la lingua più parlata è il tetum, una lingua austronesiana, ma molto influenzata dal portoghese. La reintroduzione del portoghese come lingua ufficiale ha causato malcontento in alcuni giovani, cresciuti nel sistema indonesiano e perciò non lo parlano. Il portoghese a Timor Est è parlato da meno del 35% della popolazione, in maggioranza la generazione più anziana, ma questa percentuale crescerà nel prossimo futuro, poiché adesso viene insegnato alle generazioni più giovani e agli adulti interessati. Timor Est ha chiesto alle altre nazioni della CPLP di essere aiutato nella reintroduzione del portoghese come lingua ufficiale. Timor Est usa il portoghese per legarsi a una comunità internazionale e per differenziarsi dall'Indonesia. Xanana Gusmão, presidente di Timor Est, pensa che il portoghese tornerà a essere di nuovo di uso comune nel giro di dieci anni.

### Statuto ufficiale
La CPLP o Comunità dei Paesi di Lingua Portoghese è un'organizzazione internazionale formata da nove Paesi indipendenti che hanno il portoghese come lingua ufficiale. Il portoghese è anche una delle lingue ufficiali dell'Unione europea, del Mercosul e dell'Unione africana (e una delle tre lingue internazionali del lavoro; le altre sono il francese e l'inglese), e anche di altre organizzazioni. Eccetto i territori asiatici di Timor Est e Macao e lo Stato africano della Guinea Equatoriale il portoghese è l'unica lingua ufficiale in ognuno di questi Paesi.

### Varietà
Il portoghese ha due varietà scritte:
- portoghese europeo (detto anche portoghese lusitano o del Portogallo) parlato in Portogallo, Timor Est, Macao e Africa.
- portoghese del Brasile.

Le differenze tra le varietà del portoghese dell'Europa e quello del Brasile riguardano il lessico, la pronuncia e la sintassi, specialmente nelle varietà dialettali, però nei testi formali queste differenze diminuiscono. Le differenze sono maggiori di quelle che esistono tra l'inglese degli Stati Uniti d'America e quello del Regno Unito. Entrambe le varietà sono, senza dubbio, dialetti della stessa lingua e i locutori di entrambe le varietà possono intendersi perfettamente.
Alcune differenze apparenti nel lessico tra le due varietà non sono, in verità, differenze. In Brasile, "tapete" (tappeto) è un termine dialettale e in Portogallo sarebbe "alcatifa". Tuttavía, in alcune zone dialettali in Portogallo, la parola "tapete" è usata, anche se in certe aree del Brasile non si usa "alcatifa". Questo si applica a molte altre differenze apparenti, eccetto nei neologismi, come "ônibus" (autobus) in Brasile, che è "autocarro" in Portogallo.
Esistono anche differenze d'accentuazione, dovute alla pronuncia differente. Il brasiliano in parole come "Antônio" o "anônimo" usa vocali chiuse, dove il portoghese europeo usa quelle aperte, "António" o "anónimo" rispettivamente.
Una riforma ortografica è stata tentata nel 1990 per creare una varietà di portoghese internazionale, che è stata ratificata dal Brasile, da Capo Verde e dal Portogallo. Timor Est, non essendo un firmatario dell'accordo originale (all'epoca parte dell'Indonesia), lo firmerà fra breve. I Paesi africani di lingua portoghese ancora non hanno deciso se firmare o no l'accordo. Questo stabilisce che la sua entrata in vigore avverrà quando tutti i Paesi della CPLP lo ratificheranno, il che potrà portar via parecchio tempo. Questa questione è attualmente in dibattito nella CPLP. L'accordo eliminerà la maggioranza delle "c" nei gruppi "cc", "cç" o "ct"; e le "p" (nei gruppi "pc", "pç" o "pt") del portoghese europeo, la dieresi e gli accenti in parole terminanti in "eia" in quello brasiliano e aggiungerà piccole nuove regole (vedi: Ortografia portoghese).

### Dialetti
La varietà del portoghese europeo (conosciuto anche come "estremenho") si è modificato più delle altre varietà. Tutti gli aspetti e i suoni di tutti i dialetti del Portogallo si possono incontrare in alcuni dialetti in Brasile. Alcune varietà del portoghese africano, in particolare il portoghese santomense, hanno molte somiglianze col portoghese del Brasile. Anche i dialetti del Sud del Portogallo presentano molte somiglianze con il brasiliano, specialmente per quanto riguarda l'uso del gerundio. In Europa, l'alto-minhoto e il transmontano sono molto somiglianti al galiziano. I dialetti settentrionali sono il trasmontano - alto minhoto e il basso minhoto - dourense; i dialetti settentrionali si distinguono per la conservazione dei dittonghi ou ed ei; altri tratti tipici dei dialetti settentrionali sono la mancata distinzione tra b e v e l'aggiunta di una i alla fine delle parole che terminano per r. 
Nel centro del paese si parla l'estremenho, dal quale deriva il portoghese europeo standard; tale dialetto caratterizza le zone costiere, mentre nelle zone interne si parla il basso beirão - alto alentejano, che presenta peculiari fricative. I dialetti meridionali sono il basso alentejano e l'algarvio, caratterizzati dalla riduzione in e del dittongo ei e dal frequente uso del gerundio al presente, caratteristica tipica del portoghese brasiliano. 
Anche con l'indipendenza delle antiche colonie africane, la varietà portoghese del Portogallo è la varietà preferita dai paesi africani di lingua portoghese. Adesso il portoghese ha solo due dialetti ufficiali, quello europeo e quello brasiliano. Si noti invece che nella lingua portoghese ci sono quattro accenti ufficiosi: quello di Coimbra, quello di Lisbona, quello di Rio de Janeiro e quello di San Paolo: questi quattro influenzano la maggioranza degli altri dialetti.
Tutti i dialetti del portoghese, tuttavia, sono reciprocamente intelligibili e, nella maggioranza dei casi, i parlanti di un dialetto possono capire i quelli dell'altro dialetto senza difficoltà.

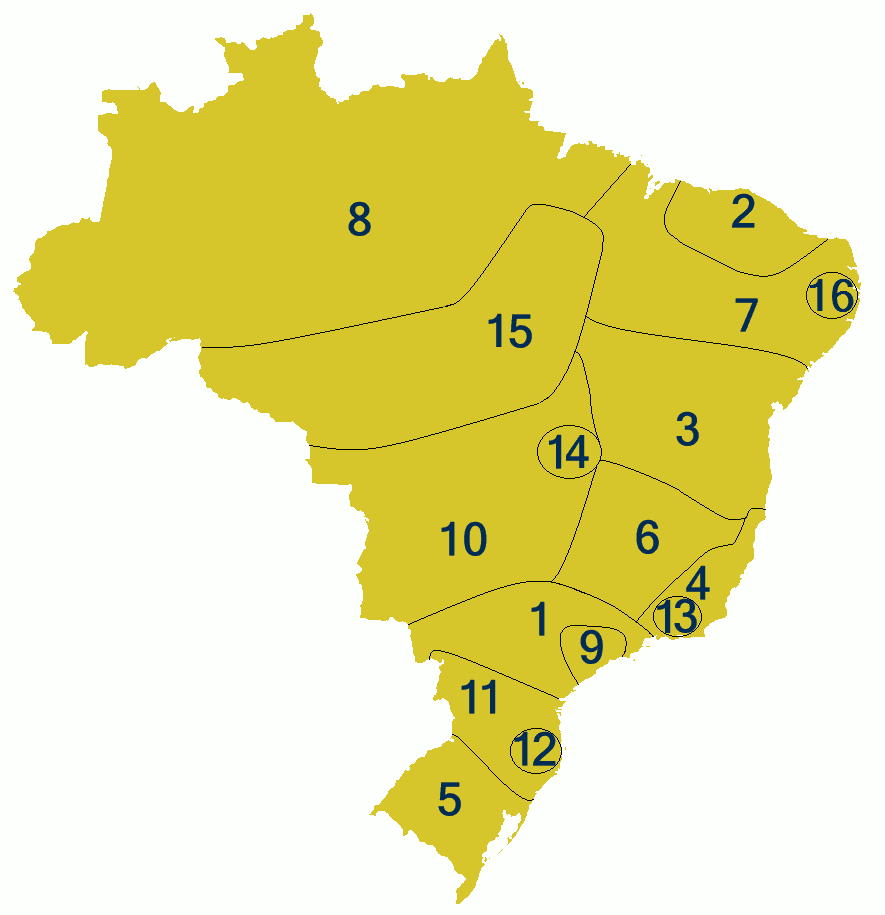
Dialetti in Brasile

Principali dialetti portoghesi:

#### Brasile
La divisione dei dialetti brasiliani non è molto chiara. Alcuni dialetti, come il caipira, parlato nello Stato di San Paolo già sono stati studiati e riconosciuti da alcuni linguisti brasiliani come Amadeu Amaral. Tuttavia, ci sono pochi studi circa la maggior parte di altri dialetti. Attualmente, la classificazione più usata è quella dal linguista Antenor Nascentes.
1. Caipira – interno dello Stato di San Paolo, nord del Paraná e sud del Minas Gerais
2. Cearense – Ceará
3. Baiano – Bahia
4. Fluminense (ouvir) - Stati di Rio de Janeiro e Espírito Santo (la città di Rio de Janeiro ha un proprio modo di parlare)
5. Gaúcho – Rio Grande do Sul
6. Mineiro – Minas Gerais
7. Nordestino (ouvir) - Stati del Nord-est brasiliano (l'interno e Recife hanno parlate proprie)
8. Nortista – Stati del Nord
9. Paulistano – città di San Paolo
10. Sertão – Stati del Goiás e Mato Grosso
11. Sulista – Stati di Paraná e Santa Catarina (la città di Curitiba ha una parlata propria, e c'è anche un piccolo dialetto nel litorale catarinense, simile all'azzoriano)
12. Florianopolitano - Florianópolis
13. Carioca - Rio de Janeiro
14. Brasiliense - Brasilia
15. Serra amazzonica - Stati del Nord e Nord del Mato Grosso

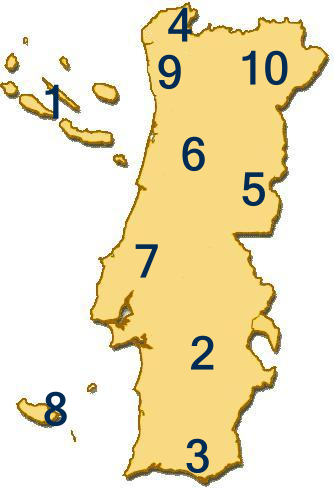
Dialetti in Portogallo

16. Recifense - Recife

#### Portogallo
1. Açoriano - Azzorre
2. Alentejano - Alentejo
3. Algarvio - Algarve (c'è un dialetto ad areale ristretto, nella zona occidentale)
4. Alto-Minhoto - Nord di Braga
5. Baixo-Beirão; Alto-Alentejano - Centro del Portogallo
6. Beirão - Centro del Portogallo
7. Estremenho - Regioni di Coimbra e Lisbona (può esser suddiviso in "lisboeta" e "coimbrão")
8. Madeirense - Madera
9. Nortenho - Regioni di Braga e Porto
10. Transmontano Trás-os-Montes

#### Angola
1. Portoghese angolano Archiviato il 6 agosto 2020 in Internet Archive.

#### Altre aree
- Caboverdiano Archiviato il 10 ottobre 2014 in Internet Archive. - Capo Verde
- Guineense Archiviato il 10 ottobre 2014 in Internet Archive. - Guinea-Bissau
- Macaense Archiviato il 10 ottobre 2014 in Internet Archive. - Macau, Cina
- Moçambicano Archiviato il 17 ottobre 2014 in Internet Archive. - Mozambico
- Santomense Archiviato il 10 ottobre 2014 in Internet Archive. - São Tomé e Príncipe
- Timorense Archiviato il 10 ottobre 2014 in Internet Archive. - Timor Est
- Damaense – Daman e Diu (India)
- Goês – Goa

Esempi di parole che sono differenti nei dialetti di lingua portoghese di tre continenti differenti: Angola (Africa), Portogallo (Europa) e Brasile (America del Sud).
- Angola: bazar, ir embora (andare via)
- Brasile: ir embora (o vazar, o cair fora tra i giovani)
- Portogallo: ir embora (o bazar tra i giovani)
- Angola: machimbombo (autobus)
- Brasile: ônibus
- Portogallo: autocarro
- Angola: muceque (bidonville)
- Brasile: favela
- Portogallo: bairro de lata

### Pronuncia in portoghese brasiliano con varietà lusitane, africane e asiatiche
La tabella contiene la pronuncia di tutti i suoni base e delle combinazioni speciali in portoghese, prendendo come base tutti i tratti comuni tra varietà e il portoghese brasiliano. Nella descrizione e trascrizione IPA, laddove esistono variazioni, sono indicate le variazioni nelle altre parlate portoghesi (si tenga conto che il portoghese è parlato in Portogallo, Brasile, Angola, Guinea-Bisseau, Saõ Tomé e Príncipe, Mozambico, Capo Verde, Timor-Est/Timor-Leste, Macao, Goa, Daman e Diu. Tutti i paesi che parlano portoghese come lingua ufficiale vengono detti "lusofoni"). Di base, le varietà si possono suddividere in europea/lusitana, brasiliana, africana e asiatica (Cina e India). Gli aggettivi che descrivono ogni varietà nello specifico sono: portoghese lusitano/europeo, brasiliano, angolano, guineano, santomeano, mozambicano, capoverdiano, timorense/timorese, macaone, goano, di Daman, di Diu. Di alcuni suoni particolari, è offerto un gruppo più o meno ampio di esempi concreti. Sono inclusi pure degli accenni alla pronuncia storica portoghese al tempo del rinascimento (Quattrocento e Cinquecento). Se il lettore desidera leggere si esempi, si consiglia di leggere prima tutte le descrizioni dei suoni della tabella.
| Lettera o sillaba             | Suono (IA)                      | Spiegazione e esempi |
| ----------------------------- | ------------------------------- | --- |
| á                             | /a/                             | È come la "a" di acciaio. Ha sempre l'accento a livello fonetico e può apparire a inizio parola. Due esempi sono le parole "recuperável" (recuperabile) e "árabe" (arabo). Tutte le "a" non accentate e senza diacritici di base seguono questa pronuncia. Due esempi sono i verbi di prima coniugazione coniugati alla seconda e terza persona singolare (você; ele, ela) al presente indicativo, e.g. falar (parlare) > você fala, ele/ela fala. |
| è                             | /ɛ/                             | È come la "è" del terzo tempo verbale del verbo essere, ovvero una /e/ aperta, con la bocca leggermente più spalancata e la lingua più distante dal palato. Sulla "e" si scrive l'accento grave come in italiano. Ha sempre l'accento a livello fonetico e può comparire a inizio parola. Alcune parole in portoghese che hanno questa lettera (e questo suono) sono nomi di scienze che italiano finiscono in -etica. Le altre parole, comunque un piccolo numero, sono random. - - - fonètica, genètica, estètica, aritmètica, cibernètica; fè (fede), pè (piede), San Tomè, nèon, cafè, bebè/bebê (il bebè), èden, ètica, època, èbano, bètula, xèrox, "Sèrio?" ("Davvero?"), mèdia, sèrie, hèlio, harèm, tèrreo, sèsamo, oboè (oboe), sètimo, tambèm (pure), trofèu, trègua, rèptil, prèmio, Mèxico, mèdico, mètodo, mèrito, lèsbica, Grècia, fèrtil, fèrreo, fètido, dècimo, chapèu (cappello), Santa Fè de Bogotá (nome old-fashioned della capitale della Colombia, Bogotá). |
| í                             | /i/                             | È come la "i" in pila. Ha sempre l'accento a livello fonetico e può comparire pure a inizio parola. Due esempi sono "difícil" e "índice". |
| ó                             | /ɔ/                             | È come la "o" in pollo, vocale arrotondata/procheila (si pronuncia con le labbra arrotondate) ma leggermente più aperta e gutturale rispetto all'italiano. Ha sempre l'accento a livello fonetico e può apparire a inizio parola. Due esempi sono "óptimo" e "episódio". |
| -o                            | -/u/                            | Quando è a fine parola e non accentata a livello sia grafico sia fonetico, cambia in pronuncia, diventando "u" di ultimo, vocale arrotondata e solitamente chiusa. Nel portoghese del Quattrocento e Cinquecento era ancora pronunciata -/o/, quindi l'innalzamento vocalico in -/u/ è posteriore e non riflesso nell'ortografia. Sotto è inserito un gruppetto di esempi per mostrare il pattern, poi generalizzabile a tutto il vocabolario portoghese. A questi si aggiungono i verbi coniugati alla prima persona singolare e plurale (eu, "io"; nós, "noi") siccome al presente indicativo finiscono in -o /u/ e -os /us/ eg. falar > eu falo, nós falamos; comer > eu como, nós comemos; dormir > eu dormo, nós dormimos. - - - o, os, pato (papero), povo (popolo), polvo (polpo), ganso (oca), ovo, tio (zio), obrigado, peso, vaso, voto, rio, janeiro, Rio de Janeiro, caso, puro, muro, duro, zero, topo (cima/"top"), dono, fumo, ramo, mulo, culo, ópio, ódio, anho, alho, lago, modo, suco (succo), arco, foco, rico (ricco), tubo, cubo, luxo, sexo, moto (la moto), alto, foto, oito (otto. [In spagnolo, [it] in passato si è palatalizzato per effetto della "i" per diventare [ch], e.g. muito > mucho; oito > ocho; leite > leche]), gato, veto, ceto, rato (topo/ratto), isso (questo), nosso, vosso, passo, naso, puro, muro, filho, alho, vinho, zero, tipo, burro (asino), velho, livro, carro (automobile), ébano, ritmo, istmo, banjo, gênio, audio, Julho, amigo. [Le espressioni "eu sou" (io sono), "museu" museo e "meu, meus" (mio, miei) sono già scritte in -u]. |
| ú                             | /u/                             | È come la "u" in ultimo. Ha sempre l'accento a livello fonetico e può apparire a inizio parola. Due esempi sono "público" e "último". |
| â, -a                         | /ɐ/, -/ɐ/                       | È come la "a" di acciaio, ma il circonflesso in alto in portoghese ha il significato di "chiudere" le vocali aperte. Quindi, è una "a" molto più chiusa e ridotta rispetto a /a/, con la bocca meno spalancata. Ha sempre l'accento a livello fonetico e può comparire a inizio parola. Invece -a a fine parola, senza diacritici e non accentata tende a ridursi in una "a" chiusa. Questa riduzione era già presente nel portoghese rinascimentale. Oltre ai vocaboli che la contengono a fine parola, si aggiunge il verbo coniugato al presente indicativo in seconda e terza persona singolare (tu/lui/lei): falar > você fala, ele/ela fala - - - âmen, ânsia, ânimo, tâmil, dândi (dandy), ânfora, âncora, âmbito, Zâmbia, urânio, Gâmbia, câncer, câmpus, câmera, câmbio, câmara, crânio, brâman (brahmino), vândalo, unânime, Ucrânia (Ucràina, anche se la pronuncia originale è "Ucraìna"), titânio, sândalo (albero di sandalo. Sandalo= sandália), râncido, pântano, origâmi, Oceânia, lâmpada, infâmia, grânulo, gerânio, Frância, cânone, cânfora, cândido, câmara (camera), câmera fotografica (macchina fotografica), cutâneo, châteaux (francesismo, pronunciato come in francese), Albânia (ha la stessa accentazione dell’inglese), Nova Zelândia, trânsito, tântrico, Tasmânia (isola a sud dell’Australia), Tanzânia, satânico, românico, românica, quântico, pâncreas, plâncton, pirâmide, orgânico, oceânico, mecânica, lânguido, Lituânia, Jordânia, Islândia, islândes, islâmico (da Islam, "Islão"), infância, hispânia, gângster, glândula (ghiandola), Germânia, diâmetro, dinâmico, dinâmica, cerâmica, botânica, botânico, Birmânia (oggi Myanmar), vulcânico, triângulo, tarântula, Tailândia, sânscrito, semântica, romântico, parâmetro, Lusitânia, lituânico, hispânico, instância, germânico, fragância, Finlândia, elegância, escândalo, distância, campânula, britânico, balsâmico, balcânico, atlântico, africâner, tolerância, simultâneo, panorâmico, militância, Mauritânia, ignorância, espontâneo, dominância, assonância, arrogância, antecâmara, abundância, subterrâneo, Suazilândia (Swaziland, staterello interno al Sudafrica), ressonância, redundância, Pensilvânia (Pennsylvania), instantâneo, Mesopotâmia, invariância, importância, Gronelândia, exuberância, espontâneo, dissonância, consonância, conterrâneo, covariância, Cisjordânia, biomecânica, biodinâmica, ambulância, alternância, unânimemente, Tripolitânia (arcaismo per indicare la Libia), transumância, Transilvânia (famosa regione nella Romania occidentale), Queenslândia, Somalilândia, mesopotâmico, mediterrâneo, intolerância, plâncton, Disneylândia, discrepância, aerodinâmico, concordância, termodinâmico, Transjordânia, protuberância, hidrodinâmica, hidrodinâmico, equidistância, contemporâneo, circunstância, transatlântico, eletromecânica, eletrodinâmica, simultâneamente. |
| ê                             | /e/                             | È come la "e" in elica. Ha il circonflesso in alto e si nota come sia chiusa rispetto a /ɛ/. Molte parole che in portoghese hanno la "ê" indicano la nazionalità e finiscono in –ês (femminile -esa). Tutte le altre parole sono quelle che in italiano finiscono in –enza (e.g. latenza), cioè -ência, ragion per cui il diacritico si impara senza difficoltà proprio grazie ai pattern fissi. - - - inglês, chinês, sudanês, polonês (polacco), escocês (scozzese), libanês, japonês, francês, albanês, taiwanês, islandês, irlandês, holandês, cantonês, birmanês, bengalês, vietnamês, tailandês, português, norueguês, finlandês, neerlandês, luxemburguês, neozelandês, paquistanês - - - você ("tu" in portoghese brasiliano, contrazione di "vosa mercê"), tênue, sêmen (seme; sperma; "seme da piantare" si dice "semente"), pênis, mercê (mercè/pietà), fênix, fêmur, fêmea, gênero (gender. "Tipo/genere"=tipo), buquê (bouquet), bebê (bebè), animê, abecê, ênfase, êxtase, êmbolo, têxtil, lêmure, Romênia (aggettivo: Romeno), nêutron, marquês, cortês, frêmito, enquête (inchiesta), efêmero, ciência (scienza), anêmico, agência, seringüê (opossum), polêmica, potência, silêncio, oxigênio, latência, incêndio, idêntico, fluência, essência, endêmico, demência, decência, carência, apêndice, abstêmio, violência, veemência, tendência, sequência, prudência, pandêmico, parêntese, pendência, paciência, inocência, incêndio, hortênsia, higiênico, halogênio, exigência, evidência, epidêmico, compêndio, coerência, clemência, autêntico, audiência, aparência, aderência, acadêmico, sonolência, residência, quinquênio, penitência, patogênico, ocorrência, obediência, influência, impotência, freqüência, hidrogênio, existência, excêntrico, emergência, eloqüência, diligência, eficiência, decadência, desinência, criogênico, turbulência, terapêutico, suficiência, resistência, resiliência, primogênito, prevalência, presidência, preferência, precedência, pestilência, negligência, insolvência, insistência, incoerência, impaciência, heterogênea, experiência, egocêntrico, divergência, dependência, deliquência, deficiência, congruência, convivência, consciência, concêntrico, conferência, confidência, confluência, advertência, assistência, proficiência, subsistência, abstinência, inteligência, farmacêutico, equivalência, concorrência, coexistência, adolescência, transparência, interferência, insuficiência, inexperiência, independência, obsolescência, fluorescência, inadimplência, jurisprudência, esquizofrênico, circunferência, videoconferência, autossuficiência. |
| -e                            | /i/ (-/ɨ/)                      | A fine parola e non accentata, in portoghese brasiliano, mozambicano e capoverdiano si pronuncia come "i" di pila (in portoghese lusitano e di Angola, invece diventa la vocale alta centrale /ɨ/, presente anche in russo. La pronuncia si approssima vagamente immaginando di pronunciare la "i" tenendo tra i denti una penna, come i cani che tengono l'osso in bocca). Questo riguarda anche la congiunzione coordinante "e", che si scrive come in italiano ma si pronuncia sempre /i/ (e.g. Ordem e Progreso). La congiunzione si pronunciava ancora /e/ in portoghese rinascimentale e la riduzione vocalica di -e non esisteva, siccome era ancora pronunciata /e/. Il fenomeno di lenizione di "e" non accentata viene detto "e caduc". Sotto è inserito un gruppetto di esempi, da cui si può estrapolare un pattern estendibile a tutto il vocabolario. A questi si aggiungono i verbi di seconda e terza declinazioni coniugati alla seconda e terza persona singolare al presente indicativo: comer (mangiare) > você come, ele/ela come; dormir (dormire) > você dorme, ele/ela dorme. Per capire di preciso come si pronuncia -te, vedi avanti. - - - e, te, me, de, que ("che"), sete (sette/7), nove (nove/9), onze (undici/11), doze (dodici/12), noite, arabe (arabo), plebe, treze (tredici/13), quatorze (quattordici/14), quinze (quindici/15), chave (chiave), este, estes, neste, deste, cheque (assegno/check), corte, morte, triste, forte, ponte, mente, saúde (salute), agente, coyote. |
| ô                             | /o/                             | È come la "o" di occhio, vocale arrotondata chiusa. - - - zôo, vovô (nonno. Nonna= vovó), metrô (la metro[politana]. Il metro= metro), peônia, nômade, mônaco (monaco. Munich= Munique), cônsul, cônico, champô (shampoo), irônico, gôndola, Estônia (estone= estônio), errôneo, cônjuge, côncavo, crônico, criônico, colônia, binômio, bangalô (bungalow), atômico, anônimo, anômalo, abdômen, sinônimo, topônimo, fotônico, fenômeno, estômago, Colômbia, canônico, buldôzer, autônomo, sinfônico, Macedônia, harmônico, harmônica, carbônico, astrônomo, Aandrômeda, amazônico, anatômico, termômetro, telefônico, sincrônico, quilômetro, patrimônio, pseudônimo, ergonômico, electrônio (elettrone), electrônico, agronômico, dinamômetro, astronômico, gastronômico, arquitetônico, socioeconômico, macroeconômico, microeconômico |
| ã                             | /ɐ̃/ (/ã/)                       | È una "a" chiusa e in più nasalizzata, cioè pronunciata tenendo il velo palatino (la parte morbida del palato) rilassata, in modo tale che il suono esca dal naso. La nasalizzazione è molto presente in portoghese come anche in lingue come il francese, il polacco, l'hindi, il bengali, alcuni dialetti cinesi come lo shanghainese e anche lingue antiche come il norreno/antico nordico, da cui discendono tutte le lingue germaniche di area scandinava. Si trova sempre a fine parola o nel suffisso -ão, spiegato sotto. La "a" nasalizzata è sempre chiusa eccetto nel portoghese di Angola, in cui resta aperta e squillante (anche in -ão). La nasalizzazione in generale segue sempre pattern e regole precise in portoghese, enunciate qui man mano che si avanza, ma in una sola parola molto diffusa è in apparenza irregolare: in "muito/a" (molto/a) non è segnato nulla ma si pronuncia /'mũĩtʊ/ per effetto della m- iniziale. La parola torna regolare (cioè non nasalizzata) nel portoghese di Capo Verde. - - - rã (rana), lã (lana), fã (il fan), clã (clan), Irã (Iran), Islã (Islam), irmã (sorella), órfã (orfano), Satã (Satana), divã, avelã (nocciolo), afegã (afghano), amanhã (domani), Ramadã, Vietnã, hortelã (menta), anfitriã/hostess (hostess), Amsterdã, café‐da‐manhã (la colazione, detta pure "pequeno almoço"), depoisdeamanhã (dopodomani) |
| -ão                           | -/ɐ̃ũ/ (-/ãũ/)                   | È "au" di auriga, tutta chiusa e nasalizzata. in -ão l'abbassamento vocalico era già presente nel portoghese rinascimentale. Nel portoghese angolano, come già accennato, la /a/ nasalizzata non si chiude ma resta aperta. - - - não (no), mão (mano), pão (pane), são (santo, e.g. São Paulo, São Tomé e Príncipe) ação (azione), grão (grano), cão (cane; anche cachorro se maschio), leão (leone), noção (nozione), moção (mozione politica), lição, seção, nação, razão (ragione), botão (bottone), barão, Japão, limão (limone), salão (salone), vagão (vagone), emoção, adoção (adozione), função, sanção, canção, edição, facção (fazione), reação, paixão (passione), flexão (flessione), ilusão, missão, cessão, tensão, erosão, versão, pensão, prisão, adesão, evasão, padrão, tampão, pulmão, salmão, legião, milhão, bilhão, balcão (bancone di reception o angolo cottura), solução, sedução, indução, redução, dedução, erupção, remoção, atenção, petição, posição, punição, munição, audição, afeição (l’affetto), direção, coleção, seleção, injeção, fracção, rotação, atração, difusão, infusão, emissão, pressão, emulsão, divisão, revisão, decisão, invasão, neutrão (neutrone), opinião, produção, evolução, execução, excepção, recepção, assunção, promoção, extinção, invenção, detenção, poluição, nutrição, oposição, ebulição, fundação, tradição, exibição, proteção, correção, inspeção, projeção, conceção, direcção, colecção, selecção, injecção, infecção, atracção, redacção, inovação, ativação, situação, gestação, anotação, imitação, agitação, cessação, sensação, extração, narração, migração, infração, operação, vibração, formação, animação, inflação, violação, radiação, mediação, educação, digestão, exclusão, inclusão, confusão, comissão, admissão, secessão, recessão, extorsão, inversão, extensão, dimensão, expansão, expulsão, previsão, instrução, revolução, resolução, corrupção, percepção, concepção, conjunção, distinção, prevenção, abstenção, distinção, imposição, deposição, transição, restrição, aquisição, definição, expedição, protecção, motivação, extracção, meditação, maturação, emigração, liberação, revogação, otimização, realização, integração, aceleração, hibernação |
| ãe, ãi                        | /ɐ̃ĩ/                            | È una "ai" di caimano, tutta chiusa e nasalizzata. - - - mãe (madre), alemães (tedeschi. Da alemão), cãi(m)bra (crampo, spasmo), cães (cani), pães (pani). Sono poche parole. |
| õ                             | /õ/                             | È una "o" di occhio, vocale chiusa arrotondata e nasalizzata. Nella quasi totalità dei casi si trova scritta e pronunciata nel singolare e plurale -ão > -ões, e.g. situação > situações). Un rarissimo esempio di parola singolare in cui compare è corõa, "corona". |
| -ões                          | -/õĩs/                          | È una "ois" di taoista, tutta chiusa e nasalizzata. Questa mutazione, avente un altro innalzamento vocalico, era già presente nel portoghese rinascimentale. (tipicamente nel plurale -ão > -ões e.g. situação > situações, e in rare parole, e.g. põem /põ'ẽjĩ/) |
| y                             | /j/-                            | È una "i" semivocalica per formare dittonghi, come "i" in iato. Si trova in prestiti. Un esempio è "Yasmin" (nome femminile inglese). |
| w                             | /w/-, /v/                       | È una "u" semivocalica per formare dittonghi, come un "quaternario". In alcuni prestiti, solitamente dalle lingue germaniche (e.g. tedesco) si pronuncia come "v" di vela. Si trova solo in prestiti. Un esempio è "Walton" (cognome inglese). |
| à                             | /a/                             | È una "a" di acciaio, rarissima. |
| b                             | /b/ (/β/)                       | È una "b" di balena, consonante sonora. Una consonante si dice "sonora" se, quando si pronuncia, il palmo della mano intorno alla gola sente le vibrazioni: si paragonino "fffff", "sssss" e "vvvvv", "mmmmm". Nella pronuncia lusitana (Portogallo settentrionale e centrale, e.g. la capitale Lisbona, Lisboa /liʒ'boɐ/), in mezzo alla parola e in posizione intervocalica (cioè tra due vocali) può lenirsi in una /β/, cioè la /b/ ma senza contatto tra le labbra. Le lenizioni non erano presenti in portoghese rinascimentale. Un esempio è "bota" (stivale, da "boot"). |
| ca, co, cu                    | /k/-                            | È una "c" di cane, "ch" di chela, "k" di koala, consonante sorda. Tre esempi sono "carne", "copo" (bicchiere, da "cup") e "curso". |
| ce, ci                        | /s/-                            | È una "s" di senza, consonante sorda. Esattamente come in italiano e altre lingue (e.g. rumeno, francese, inglese), subisce una palatalizzazione a causa della vocale anteriore. Anche in spagnolo la subisce (per la precisione, anticamente era diventata */t͡s/, oggi /s/ in America Latina e il suono interdentale sordo /θ/ in spagnolo castigliano. In inglese e francese, ha subito una mutazione analoga: */t͡s/ > /s/). Quanto invece a -cci- (-cce- non è presente), si pronuncia /ksi/, come avviene anche in spagnolo. Poche parole hanno questo nesso. Sono elencate, mentre per trovare parole con "ce, ci", basta rileggere tutta la tabella siccome sono numerose. - - - occitano, occipital, seccionar, friccionar (strofinare), seccionado, a(c)cionista, confeccionado La parola "cappuccino" si pronuncia interamente come in italiano. |
| ch                            | /ʃ/                             | È una "sci" di scienza, come in francese. È una consonante sorda. La pronuncia originale è */tʃ/, presente nel portoghese rinascimentale e identica all'italiano "ciao". - - - fechar (chiudere), chuva (pioggia), ducha (doccia), machucar (far male), cheirar (annusare), chegar (arrivare), chupar (succhiare, ciucciare), chapéu (cappello), fetichismo, chuvoso, Chile, chileno, China, Indochina, chinês, lingua chinesa, salsicha, pistache, machismo, cachimbo (la pipa), chimpanzé, charlatão, champagne, linchar |
| da, do, du                    | /d/-                            | È una "d" di dente, consonante sonora. Se dentro la parola e intervocalica, nella pronuncia lusitana può lenirsi in una /ð/ sonora interdentale, cioè con la punta della lingua in mezzo ai denti, come nell'inglese "that". Tre esempi sono "dar", "domingo" (domenica) e "durante". |
| -de, di                       | /d͡ʒi/- (/d/-)                   | È una "gi" di gioco, siccome in pronuncia brasiliana (ma non lusitana, di Macao e africana, cioè di Angola, San Tomé e Principe e Mozambico) subisce una palatalizzazione. In più, in "de" non accentato, la vocale muta in /i/ (in portoghese lusitano e di Angola, invece diventa la vocale alta centrale /ɨ/). Il caso più diffuso è il suffisso "-dade" (> plurale "-dades"), che in italiano corrisponde a "-ità" (invariabile), solitamente usato per indicare concetti astratti. In un ristretto numero di parole, si pronuncia come /d͡ʒi/- a inizio parola. In portoghese brasiliano, tutte le palatalizzazioni deriverebbero storicamente dalla parlata di Rio de Janeiro. - - - de, desculpa, dezesseis (sedici/16), dezoito (diciotto/18), demais (troppo) [ma non avviene nessuna mutazione tutte le altre parole]; verdade, lealdade, novidade, sanidade, puridade (< latino "puritas"), raridade, humidade (umidità), humildade, santidade, densidade, obesidade, dignidade, abilidade, qualidade, realidade, acididade, morbidade, seriedade, ansiedade, variedade, sociedade, anciedade, actividade, quantidade, maturidade, autoridade, eternidade, divinidade, enormidade, virilidade, atualidade, letalidade, vitalidade, tonalidade, moralidade, banalidade, velocidade, capacidade, brevidade, dificuldade, festividade, inatividade, antiguidade, ambiguidade, diversidade, intensidade, austeridade, celebridade, paternidade, maternidade, humanidade, unanimidade, extremidade, inutilidade, viabilidade, felicidade, sexualidade, publicidade, coletividade, continuidade, generosidade, luminosidade, oportunidade, popularidade, imortalidade, liberdade, profundidade, eletricidade, infelicidade, simplicidade, subjetividade, conectividade, agressividade, superioridade, tranqüilidade, credibilidade, possibilidade, sensibilidade, nacionalidade, criminalidade, irregularidade, universalidade, compatibilidade. - - - Dia, ódio, Índia, rádio, estádio, médio, dizer, audio, jardim, idioma, fadiga, editor, diário (giornale), dilema, diesel, ditado, sadismo, paródia, nudista, mundial, médico, ditador, disputa, direção, dirigir, diploma, dilúvio, digital, digerir, difícil, difusão, difamar, diabete, dedicar /de.../, crédito, comédia, budismo, agredir, abdicar, suicídio, subsídio, predicar, paladino, metódico, medieval, mediador, indireto, incêndio, handicap, guardião, gerúndio, expandir, episódio, edificar, diáspora, divórcio, divulgar, divertir, distilar, dissipar, distante, discutir, direcção, dimensão, diminuir, dinamite, dinastia, didática, dicionário, diagrama, diagonal, diagnose, custódia, assediar, apêndice, subsídio, periodico, paradigma, indirecto, indicador, homicídio, estudioso, editorial, discussão, dignidade, diamante, condição, judiciário, jurisdição, indicativo, extradição, distinguir, distância, candidato, indiferente, diretor, cardiologista, |
| -dm-                          | -/d͡ʒm/-                         | È una "gi" di gioco messa accanto a una "m" di mano. Poche parole hanno questo nesso di consonanti sonore, che ha una pronuncia peculiare e irregolare. - - - admirar, admitir, admissão, administrar, Ludmilla (+derivati). |
| f                             | /f/                             | È una "f" di faro, consonante sorda. Un esempio è "falar" (parlare; in spagnolo "hablar", derivati entrambi da "fabulare"). |
| ga, go, gu                    | /g/-                            | È una "g" di galera, consonante sonora. Nella pronuncia lusitana, se intervocalica si può lenire togliendo il contatto tra organi e rendendola dunque /ɣ/, come avviene in spagnolo. Tre esempi sono "gato", "gostar" (apprezzare/piacere) e "ragu". |
| ge, gi                        | /ʒ/-                            | È una "gi" di gioco, siccome subisce la palatalizzazione (assente invece in tedesco e spagnolo), e in più non ha il contatto tra gli organi: è una consonante sonora presente pure in francese e arabo standard colloquiale. Questa palatalizzazione */ʒ/ era già presente in portoghese rinascimentale. Tre esempi di parole sono "gentil", "girar" e "tatuagem". Come alternativa, è sempre lo stesso suono sonoro ma senza contatto tra organi, ma si perderebbe la distinzione tra "ge, gi" e "je, ji" ("ji" si trova in prestiti, e.g. parole giapponesi). Per "J", vedi avanti. Per trovare parole con "ge, gi", basta rileggere tutta la tabella siccome sono abbastanza numerose. |
| gua, guo                      | /gw/-                           | È una "gua" di guardare e, in teoria, una "guo" di languorino ("guo" si trova solo in "ambíguo" e "contíguo": siccome la -o è non accentata e a fine parola, il risultato assomiglia vagamente a un allungamento vocalico di /u/). Un esempio di parola è "água" (acqua) |
| gue, gui                      | /g/-                            | È una "ghe" di maghe e "ghi" di laghi, come in spagnolo. Due esempi sono le parole "portuguesa" e "conseguir". |
| güe, güi                      | /gw/-                           | È una "gue" di guerriero e "gui" di guidare: l'umlaut sopra la "u", simboletto presente pure in spagnolo, tedesco e nel pinyin, indica che la semivocale /w/ non cade ma va pronunciata. In portoghese, come anche in spagnolo, poche parole hanno l'umlaut. - - - ungüento, agüentar (sopportare), lingüista, lingüístico, consangüinidade, sangüíneo, saragüéia/ seringüê (opossum) |
| gn                            | /gn/                            | Contrariamente all'italiano, si pronuncia /gn/, cioè come successione di due consonanti sonore distinte. Un esempio è la parola "indignação" (indignazione). |
| h                             | -                               | È muta, come in italiano, spagnolo e francese (ma non in inglese, cinese, giapponese, coreano, hindi, bengali ecc.). - - - humidade, humilhar, humildade, hálito, hormonal (molti altri sono grecismi, parole in latino o prestiti da altre lingue straniere). |
| j                             | /ʒ/                             | È una "gi" di gioco, consonante sonora, ma senza contatto tra organi: coincide con "ge, gi", che però sono solo seguite da "e, i" anche nasalizzate, mentre J- ha possibilità più vaste. Un esempio è "janeiro" (gennaio; si trova pure scritto in maiuscolo nel nome "Rio de Janeiro"). Si pronuncia allo stesso modo pure nei prestiti, e.g. Jonathan (nome maschile inglese). |
| k                             | /k/                             | È una "k" di koala, consonante sorda, come in inglese e tedesco. Si trova solo in prestiti, e.g. Keyla (nome femminile inglese). |
| l; li                         | /l/~/ɫ/; /ɫi/~/ʎi/              | È una "l" di leva, consonante sonora. In base al parlante, se intervocalica o a inizio parola può sentirsi pronunciata enfatica, quasi strozzata, con il dorso della lingua ben sollevato, come nell'inglese "milk" e "Jill": è infatti quella che in linguistica e in inglese si chiama "dark L", contrapposta alla "light L" dell'italiano e molte altre lingue. La dark L si sente pure nel nome di Dio in arabo, "Allah". Per la -L a fine parola, vedi avanti. Un esempio è "lugar". In più, in portoghese brasiliano e angolano la sillaba "li", sia a inizio sia dentro la parola può pronunciarsi come "gli" di sbagli: /ɫi/ > /ʎi/, e.g. limão (limone) /ʎimɐ̃ũ/. |
| ll                            | /ɫ/                             | È una "ll" di ballo, consonante sonora, ma pronunciata come dark L. In portoghese si trova solo in prestiti, e.g. Willard (nome maschile inglese). |
| lh                            | /ʎ/                             | È una "gli" di aglio, consonante sonora, come in italiano. La pronuncia era identica in portoghese rinascimentale. - - - alho, ilha (isola), velho (vecchio), milho ("miglio", tipo di grano), folha, filho, milhão, melhor, orelhas, detalhe, trabalho, pastilha, mulher (donna), melhorar, humilhar, fornalha (fornace), baunilha (vaniglia), batalhar, Antilhas, trabalhar, quadrilha (gang), patrulhar, orgulhoso, melhorado, joalheria (gioielleria), joalheiro (gioiello), forquilha (forchetta), detalhado, bolha (bolla), guilhotina, artilharia, sobrancelha, maravilhoso, vermelho (rosso, "vermiglio"), detalhadamente, conselho (Concilio) |
| -al, -el, -il, -ol, -ul       | -/u̯/ (-/ɫ/)                     | A fine parola, la -L in pronuncia brasiliana è "u" di auriga. Il trattino in IPA sotto la "u" disambigua che foneticamente si tratta di un dittongo. Nella pronuncia lusitana e angolana, il suono resta ma si muta in una dark L. Nella pronuncia brasiliana, "-ul" diventa vagamente simile a un allungamento vocalico. In più, questa mutazione in brasiliano viene conservata nei derivati, e.g. "legal > legalmente". - - - mal, leal, rival, naval, atual, anual, igual, total, rural, viral, canal, banal, legal, pedal, modal, ideal, sexual, ritual, manual, postal, social, racial, cereal, feudal, global, virtual, sensual, capital, digital, vegetal, natural, neutral, central, teatral, litoral, general, federal, liberal, cordial, mundial, oficial, musical, medieval, hospital, tribunal, catedral, invernal, racional, nacional, carnaval, regional, criminal, original, informal, tropical, florestal, ambiental, universal, fenomenal, coloquial, editorial, imaterial, comercial, essencial, transexual, contratual, continental, equatorial, gramatical, homossexual, fundamental, continental, excepcional, sensacional, tradicional, condicional, territorial, exponencial, profissional, heterossexual, institucional, internacional, multinacional, inconstitucional. - - - bel, anel, nível, cruel, hotel, motel, batel (barca), papel (foglio), túnel, usável (utilizzabile), amável, manuel, cartel (cartello/accordo), israel, punível, lavável, mutável (mutevole), estável (stabile), notável (notevole), durável, curável, friável, pagável, decibel, flexível, possível, passível, sensível, horrível, terrível, tangível, exigível, ilegível, elegível, vendível, instável, portável, tratável, amorável, adorável, operável, culpável, inviável, sociável, amigável, maleável (malleabile), saudável (salutare), automóvel, imbatível, divisível, renovável, imputável, ajustável, adaptável, irritável, aceitável, incurável, favorável, venerável, tolerável, regulável, revogável, permeável, aplicável, reversível, atribuível, comestível, discutível, impossível, compatível, suscetível, admissível, reversível, insensível, extensível, expansível, previsível, preferível, disponível, intangível, inexigível, inelegível, utilizável, observável, improvável, suportável, inevitável, explorável, vulnerável, comparável, inflamável, acumulável, invariável, apreciável, insaciável, inoxidável, formidável, combustível, inacessível, localizável, confortável, sustentável, responsável, recuperável, irreparável, inseparável, controlável, programável, impermeável, inolvidável (indimenticabile), modificável, substituível, intraduzível, irresistível, incompatível, inadmissível, irreversível, imprevisível, reconhecível, inutilizável, reutilizável, insuportável, demonstrável, impraticável, certificável, transmissível, inconfundível, transportável, incontestável, administrável, biodegradável, identificável, quantificável, indistiguivel, biocombustível, irreconhecível, personalizável - - - mil (mille), ágil, útil, email, abril, baril, Tâmil, hábil, débil (debole), móbil, dócil, fácil, civil, sutil (elegante/sottile/fine), viril, tátil (tattile), pueril, hostil, têxtil, frágil, perfil (profilo), erétil, inútil, grácil, servil, gentil, Brasil, míssil, fóssil, réptil, imbecil, volátil, juvenil, difícil, infantil, projétil, primaveril - - - gol, sol, atol, mongol, álcool, terçol (stile), basebol, futebol, soft(e)bol, beisebol, voleibol, aerossol, espanhol, girassol, rouxinol (usignolo/rossignolo), basquetebol - - - sul, azul, cônsul, África do Sul (Sudafrica), América do Sul (Sudamerica) |
| m                             | (vedi descrizione)              | È una "m" di mano, consonante sonora, ma se preceduta da vocale e succeduta da consonante, quest'ultima si nasalizza, mentre la /m/ cade. La /m/ dunque si sente con certezza assoluta a inizio parola e resta se intervocalica. Le combinazioni vocali che si nasalizzano, dentro la parola (ma non alla fine), sono -am-, -âm-, -em-, -êm-, -im-, -ím-, -om-, -ôm-, -um-, -úm-. Per sapere come si pronuncia alla fine, vedi sotto. Si offre sotto un piccolo gruppetto di esempi in cui cade e, successivamente, in cui resta. Molti altri esempi sono sparsi in tutta la tabella. - - - Ampliar, empresa, importante, ombro (spalla); amor, parâmetro, emergência, frêmito, imigração, tímida, omelete (frittata/omelette), atômico, uma, húmido |
| -am                           | -/ɐ̃ũ/                           | A fine parola, -am diventa "au" di auriga, tutto chiuso e nasalizzato. Questa mutazione era già presente nel portoghese rinascimentale. A parte i verbi coniugati, i vocaboli che finiscono in -am sono rari e perlopiù prestiti. Di contro, i verbi della prima coniugazione (sono tre: -ar, -er, -ir: falar, comer, dormir, "parlare, mangiare, dormire") coniugati alla terza persona plurale (eles "loro/essi/esse", e vocês "voi", enfatizzabili come "todos eles, todos vocês") finiscono in -am, e.g. falar > vocês falam, eles falam. A questi si aggiunge "Japam", un arcaismo per indicare il Giappone, Japão. |
| -em, -en                      | -/ẽĩ/, -/ẽĩs/                   | È una "ei" di sceicco e "eis" di manicheistico, chiuso e nasalizzato. La pronuncia è identica a quella in portoghese rinascimentale. Si trova in svariate parole che terminano in -em e nei loro plurali, che terminano in -ens. Non ha mai l'accento fonetico, tranne ovviamente nelle parole monosillabiche. I verbi di seconda e terza coniugazione coniugati alla seconda e terza persona plurale (vocês, eles) all'indicativo presente finiscono in -em: comer > vocês comem, eles comem; dormir > vocês dormem, eles dormem. - - - tem ("tu hai"), ontem (ieri), nuvem (nuvola), trem (treno), quem (chi), bem (bene), cem (cento), nem (né), sem (senza), jovem (giovane), ordem (ordine), origem, viagem, miragem, coragem, garagem, bagagem, vertigem (vertigini), lentigem, tatuagem, vantagem, massagem, mensagem, drenagem, sondagem, desordem (disordine), linguagem, homenagem (omaggio), embalagem, linchagem, arbitragem, jardinagem, cartilagem, percentagem (percentuale), peregrinagem |
| -im                           | -/ĩ/                            | È una "i" di isola, nasalizzata. Si trova in alcune parole. - - - rim (rene), sim (sì), jardim (giardino), gim/gin (gin), latim (lingua latina), assim (così/in questo modo), cetim (satin), xelim (scellino), enfim (infine), pudim (pudding), muezim (muezzin), Pequim (Pechino/Beijing 北京), mastim (mastino), clarim (trombetta/bugle), Berlim (Berlino), Dublim (Dublino), mafrim (avorio), Nanquim (Nachino/Nanjing 南京), pinguim, pilgrim, zepelim (zeppelin), verbatim (verbatim), mandarim (mandarino), gergelim/sésamo (sesamo). |
| -om                           | -/õũ/                           | È una "ou" di capoufficio, tutta chiusa e nasalizzata. Ha sempre l'accento fonetico e la -ũ finale può sporadicamente saltare. Questa nasalizzazione, pronunciata /õ/, era già presente in portoghese rinascimentale. - - - dom (dono), tom (tono), bom (bene), com (con), batom (rossetto), garçom (cameriere), bombom (bonbon), marrom. |
| n                             | (vedi descrizione)              | È una "n" di nave, consonante sonora, ma se preceduta da vocale e succeduta da consonante, la vocale si nasalizza, mentre la /n/ cade. La /n/ dunque si sente con certezza assoluta a inizio parola e resta se intervocalica. La nasalizzazione per effetto di -n era già presente nel portoghese rinascimentale. Le combinazioni vocaliche che si nasalizzano sono -an-, -ân-, -en-, -ên-, -in-, -ín-, -on-, -ôn-, -un-, -ún-. In "-ens", avviene una mutazione già trattata. La -n compare totalmente a fine parola solo nei prestiti: lì la vocale si pronuncia nasalizzata, ma la /n/ non cade. Degli esempi di parole sono "antes" (prima), "entendir" (capire), "ontem" (ieri), "inglesa" (inglese [femm.]), "untar" (ungere/imburrare), "naval", aniversário (compleanno; anniversario), Sheridan (cognome inglese). |
| nh                            | /ɲ/ (/j̃/)                       | È una "gn" di gnomo come in italiano, consonante sonora (mentre "gn" in portoghese si pronuncia come un cluster consonantico). Non compare quasi mai a inizio parola (se si eccettuano pochissimi prestiti), ma è sempre intervocalica. Nel portoghese di Angola (e talvolta brasiliano), il suono muta nella semivocale "i" di iena, a cui si aggiunge la nasalizzazione, assorbita dalla vocale precedente. Per esempio, "tenho" può sentirsi /'tẽj̃ũ/. In portoghese rinascimentale, "nh" era già */ɲ/. - - - tenho ("io ho"), anho, vinho, sonho, punho, minha ("mia...; mia"), junho, banho ("bagno" come pulizia), rainha (regina), amanhã (domani), ganhar (vincere), banhar, senhor, piranha, galinha, Espanha, caminho (il cammino), vergonha, vizinho (il vicino), sardinha, padrinho, estranho (strano), espanhol, golfinho (delfino), dinheiro (denaro/soldi), Alemanha (Germania), ventoinha (ventilatore), sublinhar, porquinho (porcellino, maialino), pauzinhos (bacchette per mangiare), montanha, mesquinho, gafanhoto (cavalletta, locusta), estranho (estraneo. "Straniero"= estrangeiro), espinhoso, desenhar, cozinhar (cucinare), champanhe, Catalunha, campainha (campana), caminhar, calcanhar (calcagno/tallone), batatinha (patatina), apunhalar (accoltellare, pugnalare), vergonhoso, testemunho, marinheiro, engenheiro, reconhecer. |
| p                             | /p/                             | È una "p" di palla, consonante sorda. Un esempio è l'espressione "por favor". |
| qua, quo                      | /kw/-                           | È una "qua" di quaglia e una "quo" di acquoso/"cuo"di scuola. In casi rari, la parola finisce in -quo non accentato, quindi si sente grossomodo -/ku/ con un lieve allungamento vocalico. Tre esempi sono "equação", "quota" e "ventríloquo" |
| que, qui                      | /k/-                            | È una "che" di chela e una "chi" di chilo, come in spagnolo. In più, se -que è a fine parola, non solo non è accentato, ma prevedibilmente si riduce in -/ki/. la caduta della semivocale era già presente in portoghese rinascimentale. - - - quem, porque (in domande), querelar, aquele, aquela, queimar (bruciare, anche grassi), duque (duca), questão, querer (volere), esquerda (sinistra), bloquear (bloccare), pequeno (piccolo), orquestra, frequente, etiqueta (etichetta; casa discografica; marca), banqueiro, abricoque (albicocca); quinze (quindici), quinto, tequila, liquidar, equipar, arquivo, anarquia, requisito (requisito), porquinho (porcellino), Paquistão, monarquia, forquilha (forchetta), arquiteto, aquisição, quilograma, quilômetro, oligarquia, masoquista, liquidação, hierarquia, Eslováquia, equilíbrio, equivalente, arquipélago, arquitetura, equipamento, conquistador |
| qüe, qüi                      | /kw/-                           | È una "que" di acque e una "qui" di acquifera. Anche qui, nelle poche parole che sia in portoghese sia in spagnolo possiedono l'umlaut, si segnala che la semivocale /w/ non cade e si forma il dittongo. - - - eqüino, tranqüilo, qüestão, ungüento, aqüífera, cinqüenta, eloqüência, freqüentar, lingüístico, seqüestrar, conseqüência, conseqüente, eloqüência, freqüência |
| -r-                           | -/ɾ/- (-/ɻ/-)                   | È una "r" monovibrante come in arare. A São Paulo (San Paolo del Brasile) si pronuncia come una "r" sonora, non vibrante e senza contatto tra organi, come nell'inglese "ring, orange, car" (immaginando di pronunciarli non con la pronuncia Oxbridge/Queen English/Received Pronunciation, siccome in dei casi dotati di pattern la "r" cade, ma con la pronuncia americana, in cui viene sempre preservata). In base al parlante, la "r" inglese è più o meno retroflessa. Nella pronuncia di São Paulo, questo suono non subisce mai modifiche tranne evenutalmente a fine parola (vedi avanti). Un esempio di parola è "arena". In portoghese rinascimentale, la pronuncia della "r" in ogni posizione e casistica era identica all'italiano. |
| r-                            | /ʀ/~/χ/ ~/x/- (/ɻ/-)            | A inizio parola, in base al parlante, è una "r" pronunciata con la radice della lingua vicina al velo palatino, con vibrazione sorda dell'ugola annessa come in francese (/ʀ/; in tedesco è sonora) o non vibrante (/χ/). Come terza alternativa, è una "c" di cane ma senza contatto tra organi (/x/). Come quarta alternativa, è la "r" inglese nella pronuncia di San Paolo. - - - rã, rima, ritmo, rico (ricco), remo, raro, rato (topo/ratto), rim (rene), rádio, ricota, rainha (regina), rublo, rupia, Reitor (Rettore), risco (rischio), rural, real, remix, razão, réptil, rápido, relojo (orologio), regime, região (regione), reação, reparar, Ramadã, reval, rubrica, rotação, revogar, revisão, remoção, repetir, remédio, remover, remorso, regular, refúgio, refugiado, reforma, reclamo, recinto, recitar, receita (ricetta, anche medica), rebelar-se (ribellarsi), rebelião, revolta, revolução, revolucionário, radical, racista, racismo, rouxinol (usignolo/rossignolo), romântico, Romanticismo, robótica, ridículo, rigoroso, retórica, rapidamente, randomizado, recrutamento, realmente, returnar, relaxar, receber (ricevere), reiniciar (ricominciare), resoluto, resolver, respirar, resistir, reputação, renunciar, relação (relazione), relativo, relaxar-se, relançar, regreção, regional, registar, reforçar, reformar, reflexão, refinar, recordar, reclamar, reciclar, recepção, receptor, realizar, raridade, rapsódia, racional, retribuir, revelação, responder, repressão, renovação (rinnovazione/rinnovamento), restante (rimanente), regressão, regular, refinação (raffinazione), recíproco, recreação, ratificar, radiações, radioativo, retangular, resiliente, repórter, reprodução, reportagem, repetitivo, repertório, repartição, rendimento, relevância, referendum, recalcular, realístico, realizável, realização, reabilitar, rinoceronte, retroactivo, retribuição, restituição, restauração, responsável, residencial, representar, regulamento, regeneração, recuperável, reconstruir, reacionário, ratificação, reunificação, republicanos, respiratório, reintrodução, regularmente, refrigerante, refrigerador, recomendação, reconquistar, reconstrução, revalorização, reorganização, repetidamente, representante, representação, redimensionar, racionalização |
| -r                            | -/h/ (-/ɻ/, -/ɾ/) (muta)        | A fine parola, la -r è molto lenita e solitamente in Brasile è un'aspirazione sorda, uno sbuffo d'aria emesso dalla gola come nell'inglese "have". Si sente invece la "r" inglese a San Paolo e Mato Grosso do Sul. Nel portoghese lusitano, diventa una semplice "r" monovibrante -/ɾ/, come anche talvolta a San Paolo come alternativa alla "r" inglese. Fuori dal Brasile e Portogallo, di solito cade completamente (e.g. portoghese angolano, mozambicano, timorense e di Macao). Tutti gli infiniti dei verbi (e.g. falar, comer, dormir) finiscono in -r, avente dunque più possibilità di pronuncia. |
| -rr-                          | -/ʀʀ/~/χχ/ ~/xx/~/hh/- (-/ɻɻ/-) | È come la r- a inizio parola, ma raddoppiata/geminata/tensificata, come se in italiano si pronunciasse "caro" come "carro". A San Paolo si sente la "r" inglese raddoppiata. - - - serra (sega), burro (asino), birra, barra, terra, marron, guerra, ferro, terreno, terraço, sorriso, irritar, irrigar, aferrar, corrosivo, torrente, irradiar, guitarra, corrigir, corrente, carregar, terrestre, sussurrar, irrigação, percorrer, narrativo, guerrilha, irregular, ferrovial, corrupção, correcção, terrorista, interrupção, interruptor, insurreição, irresistível |
| s; ç                          | /s/~/z/; /s/                    | È una "s" di "senza" e, se intervocalica, /z/, cioè lo stesso suono ma sonorizzato già dal portoghese rinascimentale. In -ss-, pronunciata sorda, il raddoppio è leggero. La -s a fine parola, e.g. nei plurali e alla prima persona plurale "noi", in portoghese brasiliano non subisce modifiche, ma in quello lusitano diventa -/ʃ/, come se fosse "ch" in portoghese. Quanto alla "c" con la cediglia, presente anche in francese e anticamente presente pure in spagnolo, indicava un antico suono */t͡s/ (era già mutato nel portoghese rinascimentale). Oggi si pronuncia a priori /s/ e si trova soprattutto nel suffisso singolare e plurale -ção > -ções, usati in parole che in italiano finiscono in -zione (> -zioni), e.g. projeção > projeções. La finale -cção > cções è dunque è /ks/-. Il nesso "cç" compare in poche parole e alcune hanno la variante con la sola "ç". Si indicano sotto le parole che lo contengono. - - - acção, ficção (fiction), secção, facção (fazione), fracção, reacção, erecção, colecção, infecção, direcção, detecção, injecção, selecção, objecção (obiezione), abducção (abduzione/rapimento), convicção, confecção, protecção, inspecção, maldicção, extracção, projecção, infracção, contracção (contrazione), interacção, distracção, abstracção, transacção, putrefacção, intersecção, introspecção. |
| Sp, st, sca, sco, scu; sb, sd | /s/, /z/ (/ʃ/, /ʒ/)             | Nella pronuncia brasiliana, la /s/ antecedente non subisce modifiche (al massimo, davanti a /b/ e /d/, siccome sono consonanti sonore, si sonorizza in /z/, ovvero è una /s/ ma con la vibrazione delle corde vocali). Nella pronuncia lusitana, come avviene anche nei dialetti italiani meridionali e in tedesco, muta in /ʃ/, cioè "sc" di scienza, sorda. In "sb" e -"sd" invece, siccome la /b/ e la /d/ sono consonanti sonore, questi suoni si sonorizzano sicché il nesso si pronuncia /ʒb/ e /ʒd/: è lo stesso suono ma reso sonoro. La stessa mutazione in portoghese lusitano, con sonorizzazioni incluse, avviene anche nel portoghese di Angola. |
| ta, to, tu                    | /t/-                            | È una "t" di tavolo, consonante sorda. Un esempio è la parola "tempo". |
| te, ti                        | /t͡ʃi/- (/t/-)                   | Nella pronuncia lusitana e africana (Angola, San Tomé e Principe, Mozambico) non avviene nessuna palatalizzazione, ma in quella brasiliana si palatalizza, esattamente come "-de; di" > /d͡ʒi/: diventano, seguendo lo stesso pattern, una "ci" di ciao, con consonante sorda. In più, questa mutazione è presente pure negli avverbi, che finiscono in "-mente". - - - te (e.g. Eu te amo), sorte, parte, mente, gente, estes, deste, neste, noite, arte, ponte, monte, morte, corte, utente, inerte, fronte, existe, debate, aceite, sudeste, diamante, gigante, triste, durante, docente, diabete, demente, variante, turbante, trompete, torrente, sapiente, reagente, inocente, instante, futebol, festejar, dinamite, detenção, corrente, clemente, atraente, aparente, protecção, presidente, governante, imponente, ignorante, excelente, estudante, diligente, diferente, constante, consoante, arrogante, resistente, vivente, picante, distante, elefante, protestante, comerciante, principiante, representante. - - - Íntimo, último, ética, ótimo, tirar, tigre, nativo, sétimo, sátira, sentir, partir, motivo, gentil, titânio, exótico, existir, destino, artista, vertical, robótico, político, negativo, moléstia, infantil, fanático, elástico, dinastia, didático, discutir, cultivar, carestia, atlético, tirocínio, simpático, pesticida, notificar, magnético, estimação, dramático, doméstico, dietético, directiva, consentir, continuar, climático, autêntico, aromático, antivírus, fetichismo, preventivo, participar, particular, multinacional, investigar, incentivar, gramatical, ratificar, legislativo. - - - Raramente, puramente, oralmente, facilmente, anualmente, legalmente, brevemente, lentamente, soltamente, inutilmente, tristemente, activamente, tipicamente, logicamente, magicamente, regularmente, ansiosamente, intensamente, precisamente, proximamente, teoricamente, praticamente, ironicamente, clinicamente, ciclicamente, publicamente, graficamente. |
| -tm-                          | -/t͡ʃm/-                         | Subisce una mutazione analoga a -dm-, siccome diventa una "ci" di cielo accanto a una "m" di mano. Si ottiene dunque un cluster dalla pronuncia irregolare e presente in rare parole, perlopiù grecismi. In "tl" (e.g. Oceano Atlântico) non avvengono mutazioni. - - - ritmo, logaritmo, algoritmo, atmosfera, aritmética +derivati |
| v                             | /v/                             | È una "v" di vela, consonante sonora. Un esempio è la parola "viajar" (viaggiare). |
| x                             | (vedi descrizione)              | La pronuncia di X varia in base al contesto, cioè in base in primis alla posizione nella parola: - Se da sola, si pronuncia come una ipotetica parola portoghese "chis" /ʃis/ (in portoghese lusitano, è /ʃiʃ/): raios X, Radio X (nome proprio di radio, senza accento acuto), cromossoma X, geração X (generazione X), eixo X (asse X), seção X (sezione X), letra X, consoante X, símbolo X, Malcolm X, X-Men. - Se appare a inizio parola "x-", si pronuncia come se iniziasse con "ch-" /ʃ/- (peraltro, in lingua spagnola, questa era la pronuncia arcaica di questa lettera, mentre "J" era come in portoghese: /ʒ/): Xá (lo Shah di Persia), xamã (sciamano), xevá (schwa, /ə/), xampu, xixi (pipì /ʃi'ʃi/), xelim (scellino), xénon (nome di un gas), xérox, xarope (sciroppo), xingar (maledire), xícara (tazzina), xeique, xerife, xadrez (scacco), Xangai (<Shanghai 上海), Xinjiang (新疆; ricalca il pinyin), Xerazade, xilofone, xintoísmo, xenofobia (accento sulla "i", "a" chiusa e ridotta). - Se appare a fine parola "-x", si pronuncia -/ks/: fax, xérox, índex, bórax (borace, da cui deriva "soffione boracifero"), fênix/phoenix, látex (lattice/latex), remix, córtex, obelix, antrax, climax, bômbix (meglio noto come "bacho da seda", baco da seta), unissex, asterix, tórax. Il vocabolo cóccix (il coccige) è irregolare siccome lì si pronuncia /s/ a causa forse di una /ks/ che lo precede. - Se la parola incomincia con la sillaba "ex-", mai accentata, tutto si pronuncia /ez/: exame, exílio, exilar, exumar, exibir, exalar, exacto, exótico, exórdio, exultar, exortar, existir, exibir, exemplo, exegese, exaurir, exausto, exército, exumação, exigente, exigível, exonerar, exibição, exemplar, execício, execução, executor, executar, executivo, exequível, exercitar, exercício, exigência, exorcismo, exorcista, exaltação, exaustivo, exatamente, examinador, exagerar, exageração, existencial, exorbitante, exactamente, exasperação, exibicionismo, exibicionista. - Anche il prefisso "ex-" (e.g. ex-presidente) segue la pronuncia /ez/: ex-Presidente da Republica, ex-mulher, ex-coronel (ex-colonnello), ex-policial (ex-poliziotto), ex-administrador, ex-gerente (ex-manager/ex-gestore), ex-representante, ex-embaixador, ex-premier, ex-presidente do conselho de ministros, ex-Almirante (ex-Ammiraglio), ex-capitão, ex-Marechal, ex-namorado, ex-marido, ex-Diretor (ex-Direttore, ex-Preside), ex-Reitor, ex-Chanceler, ex-General, ex-Vice-presidente, ex-Secretário de Estado, ex-Comandante, ex-Ministro, ex-Senador, ex-quartel (ex-caserma), ex-chefe do narcotráfico. - Se seguita da una o più consonanti, si pronuncia /s/ (oppure /ʃ/ a Rio de Janeiro e Angola, come "ch" in portoghese: la pronuncia di Rio de Janeiro e angolana permette di distinguere i cluster con X al primo membro da quelli con S al primo membro, siccome la pronuncia coincide e in più non esiste "CH" seguito da consonante. Si pensi per esempio alla differenza di grafia ma, di base, stessa pronuncia in "respeito" e "exposto"), formando un cluster consonantico con in totale due o più membri (in –xc- diventa /ss/): extra, extremo, extrato (estratto), extinto, externo, extenso, exposto, expedir, excluir (escludere), exceção, exceção, excesso, excepto, extirpar, extensão, expulsão, exprimir, extrair, expresso, expressar (esprimere), explosão, explorar, expansão, expandir, excursão, exclamar, excitado, excepção, extinguir, extracção, expressão, explosivo, explícito, exposição, explicado (spiegato/esplicato), expedição, expiração, expatriar, exclusivo, excitável, excitação, excessivo, excelente, extrínseco, extremismo, extremista, extradição, extraditar, extrapolar, exterminar, expressivo, expropriar, exportação, exportável, explorável, explorador, explicação (spiegazione), expatriado, excêntrico, excoriação, excomunhão (scomunica), exclamação, excelência, extremidade, exponencial, experiência, experimento, expectativa, extremamente, extravagante, extrapolação, exterminação, experimentar, experimental, extraterrestre, expansão, expansivo, extraordinário, exemplificação, excessivamente. - Se preceduta da un dittongo, "aix-" e "eix-" e in "enx-", si pronuncia come "ch"- /ʃ/-: baixo (basso. "Bacio, baciare, baciato"= beijo, beijar, beijado), (a)baixar (abbassare), faixa (striscia/nastro/banda), caixa (scatola), abaixo (sotto; il piano di sotto; verso il basso), rebaixar (ribassare; degradare), baixado (abbassato), apaixonar, embaixada, apaixonado, embaixador, apaixonadamente, caixa de correiro (cassetta della posta, mailbox); eixo (asse), peixe (pesce), deixar (abbandonare), ameixa (prugna), queixo (mento), queixada (mandibola). [in "uix-" c'è soltanto la parola riquixá (risciò). Non ci sono casi con l'umlaut]. Enxuto (asciutto), enxugar, enxerto (inserto), enxaguar (sciacquare), enxamear (pullulare/brulicare), enxame (sciame, pullulìo) - Se la parola finisce in -exo e -xão, si pronuncia -/ks/: sexo (sesso), nexo (link/legame/nesso), anexo (allegato), complexo, convexo, reflexo, perplexo, acento circunflexo (accento circonflesso ^); flexão (flessione), conexão, inflexão, reflexão (riflessione/pensiero), deflexão, desconexão, interconexão, multi-conexão, hiperconexão, paixão (passione), caixão (bara), compaixão (compassione). - Nelle seguenti parole, da imparare a memoria, si pronuncia -/ks/-: táxi, tóxico, oxigénio, maxilar, fixo, trouxer (portare), fixar. - In tutti gli altri casi in cui è intervocalica, si pronuncia come in portoghese "-ch-" -/ʃ/-: taxar [2 eccezioni: /ss/ in máximo, próximo]. In caso di dubbi che riguarda la pronuncia intervocalica modellata sugli ultimi due punti, data l'esistenza di eccezioni, solo in questa particolare casistica la pronuncia può dare problemi e si può sbrogliare con la consultazione di un buon dizionario dotato di trascrizione fonetica IPA o simili. |
| z                             | /z/                             | È una "s" di "rosa". Si ricorda pure che vi converge in brasiliano la pronuncia di "sb" e "sd" e la "s" singola intervocalica (la ç invece è sempre sorda). Un esempio è la parola "zebra". |

Un'ultima differenza, messa a parte, riguarda un solo vocabolo, che tuttavia è molto diffuso: il verbo "stare" per indicare uno stato di cose (e.g. "Io sono ancora occupato") si traduce "estar" ma in portoghese brasiliano la prima sillaba salta via in scrittura e pronuncia: eu estou > eu 'tou; ele está > ele 'tá; nós estávamos > nós 'távamos, ecc. L'apostrofo segnala l'elisione ma è facoltativo. Da una varietà all'altra, laddove le differenze non riguardano la pronuncia, riguardano i vocaboli e parti marginali della grammatica, sintassi e grafia.

### Nomi delle lettere e diacritici
Sono presentati qui i nomi in ordine delle lettere, utili per fare gli spelling. Accanto è messa la pronuncia in IPA. La varietà base è quella brasiliana e, in caso quella lusitana differisce, è disambiguata la differenza. Le vocali con e senza diacritici non hanno distinzione di nomi (la presenza eventuale di un accento acuto, circonflesso, grave, tilde o umlaut di disambigua in altri modi). La "c" con e senza cediglia non ha distinzioni perché anche la cediglia è considerata un diacritico.
| Lettera | Nome (brasiliano) | IPA       | Nome (lusitano)  | IPA                    | Cambiamenti?        |
| ------- | ----------------- | --------- | ---------------- | ---------------------- | ------------------- |
| A       | á                 | /a/       | -                | -                      | -                   |
| B       | bê                | /be/      | -                | -                      | -                   |
| C       | cê                | /se/      | -                | -                      | -                   |
| D       | dê                | /de/      | -                | -                      | -                   |
| E       | é, ê              | /ɛ/, /e/  | é                | /ɛ/                    | sì                  |
| F       | efe               | /'ɛfi/    | -                | /'ɛfɨ/                 | sì (solo pronuncia) |
| G       | gê                | /ʒe/      | gê, guê          | /ʒe/, /ɡe/             | sì                  |
| H       | agá               | /a'ɡa/    | -                | /ɐ'ɡa/                 | sì (solo pronuncia) |
| I       | i                 | /i/       | -                | -                      | -                   |
| J       | jota              | /'ʒɔtɐ/   | -                | -                      | -                   |
| K       | cá                | /ka/      | capa             | /'kapɐ/                | sì                  |
| L       | ele               | /'ɛli/    | -                | /'ɛlɨ/                 | sì (solo pronuncia) |
| M       | eme               | /'emi/    | -                | /'ɛmɨ/                 | sì (solo pronuncia) |
| N       | ene               | /'eni/    | -                | /'ɛnɨ/                 | sì (solo pronuncia) |
| O       | ó, ô              | /ɔ/, /o/  | ó                | /ɔ/                    | sì                  |
| P       | pê                | /pe/      | -                | -                      | -                   |
| Q       | quê               | /ke/      | -                | -                      | -                   |
| R       | erre              | /'ɛʁi/    | erre, rê         | /'ɛʁɨ/, /ʁe/           | sì                  |
| S       | esse              | /'ɛsi/    | -                | /'ɛsɨ/                 | sì (solo pronuncia) |
| T       | tê                | /te/      | -                | -                      | -                   |
| U       | u                 | /u/       | -                | -                      | -                   |
| V       | vê                | /ve/      | -                | -                      | -                   |
| W       | dáblio            | /'dabliu/ | dâblio, duplo vê | /'dɐbliu/, /'duplu ve/ | sì                  |
| X       | xis               | /ʃis/     | -                | /ʃiʃ/                  | sì (solo pronuncia) |
| Y       | ípsilon           | /'ipsilõ/ | ípsilon, i grego | /'ipsɨlɔn/, /i'grɛgu/  | sì                  |
| Z       | zê                | /ze/      | -                | -                      | -                   |

I nomi dei diacritici sono: acento agudo, acento circunflexo, acento grave, trema (umlaut), til (tildo), cedilha.

## Grammatica portoghese
La grammatica portoghese mostra notevoli somiglianze a quelle delle altre lingue neo-romanze. Possiede due generi (maschile e femminile), il numero (singolare e plurale, perlomeno nelle parole  variabili), due articoli (determinativo e indeterminativo) che si accordano in genere e numero ai nomi e un ordine base dei costituenti SVO (soggetto-verbo-oggetto diretto). Anche gli aggettivi si accordano in genere e numero al nome a cui si riferiscono. Il verbo "avere", ter, si usa sia come verbo principale sia come verbo ausiliare, a differenza dello spagnolo. Tuttavia, al pari dello spagnolo, vi è un solo verbo utilizzato come ausiliare, laddove l’italiano e il francese ne hanno due (essere, oltre ad avere). In generale, possono sussistere delle varianti in grammatica (oltre che pronuncia e vocabolario) in base a quale varietà di portoghese si parla (e.g. portoghese brasiliano vs portoghese africano).

## Esempi
Un estratto da I Lusiadi (Os Lusíadas) (I, 33) 
| Traduzione                                   | Originale                                | IPA                                      |
| -------------------------------------------- | ---------------------------------------- | ---------------------------------------- |
| Contro di lui sosteneva la bella Venere      | Sustentava contra ele Vénus/ Vênus bela, | suʃtẽˈtavɐ ˈkõtɾɐ ˈelɨ ˈvɛnuʃ ˈbɛlɐ      |
| Affezionata al popolo lusitano,              | Afeiçoada à gente Lusitana,              | ɐfɐjsu̯ˈaðɐ a ˈʒẽtɨ luziˈtɐnɐ             |
| Per le tante qualità viste in loro           | Por quantas qualidades via nela          | puɾ ˈkwɐ̃tɐʃ kwɐliˈðaðɨʃ viɐ ˈnɛlɐ        |
| Dell'antica sua amata Romana;                | Da antiga tão amada sua Romana;          | dɐ ɐ̃ˈtiɣɐ tɐ̃w̃ ɐˈmaðɐ 'su̯ɐ ʁuˈmɐnɐ        |
| Nei nostri forti cuori, nella grande stella, | Nos fortes corações, na grande estrela,  | nuʃ ˈfɔɾtɨʃ kuɾɐˈsõj̃ʃ nɐ ˈgɾɐ̃dɨ ɨʃˈtɾelɐ |
| Che esse indicarono nella terra Tingitana,   | Que mostraram na terra Tingitana,        | kɨ muʃˈtɾaɾɐ̃w̃ nɐ ˈtɛʁɐ tĩʒiˈtɐnɐ         |
| E nella lingua, in cui quando immagina,      | E na língua, na qual quando imagina,     | i nɐ ˈlĩgwɐ, nɐ kwa̯ɫ ˈkwɐ̃du imɐˈʒinɐ     |
| Con poca corruzione ella crede sia Latino.   | Com pouca corrupção crê que é a Latina.  | kõ ˈpokɐ coʁupˈsɐ̃w̃ kɾe kɨ ɛ ɐ lɐˈtinɐ    |

### Falsi amici
In generale, oltre alle ovvie somiglianze tra la grammatica portoghese e quella italiana, molte parole portoghesi sono abbastanza comprensibili al parlante di lingua italiana (tra le due lingue c'è, in alcuni casi, una mutua intelligibilità). Ve ne sono, però, molte che assomigliano a parole italiane, ma che hanno tutt'altro significato (alcune hanno un doppio significato) o comunque sfumature diverse. Si tratta dei cosiddetti "falsi amici", di cui diamo alcuni esempi:
- acordar = "svegliare" ("accordare" si dice combinar, afinar [musica])
- afamado/a = "famoso/a" ("affamato/a" si dice faminto/a)
- andar = "camminare" ("andare" si dice ir)
- ano = "anno" ("ano" si dice ânus)
- apagar = "spegnere" ("appagare" si dice satisfazer)
- aperto = "stretta" ("aperto" si dice aberto)
- atirar = "lanciare" ("attirare" si dice atrair)
- azeite = "olio di oliva" ("aceto" si dice vinagre)
- azeitona = "oliva" ("acetone" si dice acetona)
- barato = "a buon mercato", "economico" ("baratto" si dice troca)
- birra = "bizza", "puntiglio" ("birra" si dice cerveja)
- boia = "boa" (marineria) ("boia" si dice carrasco)
- bolo = "torta", "dolce" ("bollo" si dice selo, carimbo)
- borracha = "gomma" ("borraccia" si dice cantil)
- branco = "bianco" ("branco" si dice manada, rebanho [gregge])
- bruto = "bruto", "duro" ("brutto" si dice "feio")
- burla = "truffa" ("burla" si dice piada, farsa)
- burro = "asino" ("burro" si dice manteiga)
- calças = "pantaloni" ("calze" si dice meias)
- caldo = "brodo" ("caldo" si dice quente, calor [sost.])
- cantina = "mensa" ("cantina" si dice cave, adega [per vino])
- cara = "faccia" (significa "cara" nel senso di prezzo, altrimenti si dice querida)
- carta = "lettera" [posta] ("carta" si dice papel)
- cativo = "prigioniero", "schiavo" ("cattivo" si dice mau)
- cavala = "scombro", "maccarello" ("cavalla" si dice égua)
- cavar = "scavare", "zappare" ("cavare" si dice arrancar)
- cerca = "recinto" (per animali) ("cerca" si dice busca)
- chibo = "capretto" ("cibo" si dice comida, alimento)
- compressa = "compressa" (di garza) ("compressa", ["pilola"] si dice comprimido)
- conto = "racconto" ("conto" si dice conta)
- concha = "conchiglia" ("concia" si dice curtimento)
- demora = "ritardo" ("dimora" si dice morada, residência, domicílio)
- engraçado = "carino", "scherzoso", "divertente" ("ingrassare" si dice engordar)
- esquisito = "strano", "stravagante" ("squisito" si dice requintado, saboroso [cibo])
- estela = "stele" ("stella" si dice estrela)
- estival = "estivo" ("stivale" si dice bota)
- estufa = "serra" ("stufa" si dice fogão, aquecedor)
- gamba = "gamberetto" ("gamba" si dice perna)
- género = "genere" ("genero" si dice genro)
- guardar = "custodire", "intascare", "mantenere" ("guardare" si dice olhar)
- laurear = "onorare"; "festeggiare" ("laureare" si dice licenciar-se, formar-se)
- levar = "portare" ("levare" si dice tirar)
- licenciar = "laureare" ("licenziare" si dice despedir)
- lobo = "lupo" ("lobo" si dice lóbulo)
- lupa = "lente d'ingrandimento" ("lupa" si dice loba)
- mato/a = "boscaglia"; "bosco" ("matto/a" si dice maluco/a, doido/a, louco/a)
- nariz = "naso" ("narice" si dice narina)
- negócio = "affare" ("negozio" si dice loja)
- ofício = "mestiere" ("ufficio" si dice escritório)
- padre = "prete" ("padre" si dice pai)
- pasta = "cartella", "valigetta" ("pasta" si dice massa)
- persa = "persiano" ("persa" si dice perdida)
- posta = "fetta di pesce" ("posta" si dice correio)
- pregar = 1. /e/ "predicare"; 2. /ə/ "inchiodare" ("pregare" si dice rezar)
- prego = "chiodo" ("prego" si dice por favor [dom.]; de nada [risp.])
- prender = "afferrare", "legare", "arrestare" ("prendere" si dice tomar, apanhar, pegar)
- pressa = "fretta" ("pressa" si dice prensa)
- primo/a = "cugino/a" ("primo/a" si dice primeiro/a)
- prato = "piatto" ("prato" si dice prado)
- quarto = oltre a "quarto", significa "camera"
- rifar = "sorteggiare", "mettere in riffa" ("rifare" si dice refazer)
- regalo = "piacere" ("regalo" si dice presente)
- salsa = "prezzemolo" ("salsa" si dice molho)
- serra = 1) "sega"; 2) "catena di montagne" ("serra" si dice estufa)
- seta = "freccia" ("seta" si dice seda)
- subir = "salire" ("subire" si dice sofrer, suportar)
- tasca = "taverna", "osteria" ("tasca" si dice bolso, algibeira)
- testa = "fronte" ("testa" si dice cabeça)
- tocar = oltre a "toccare", significa "suonare"
- topo = "cima", "sommità" ("topo" si dice rato)
- trufa = "tartufo" ("truffa" si dice burla)
- tufo = "ciuffo" ("tuffo" si dice mergulho, salto)
- vela = oltre a "vela", significa anche "candela"
- volta = "ritorno"; "giro" ("volta" si dice vez)

## Premi Nobel per la letteratura di lingua portoghese
- José Saramago (1998,  Portogallo)[51]